# Moor

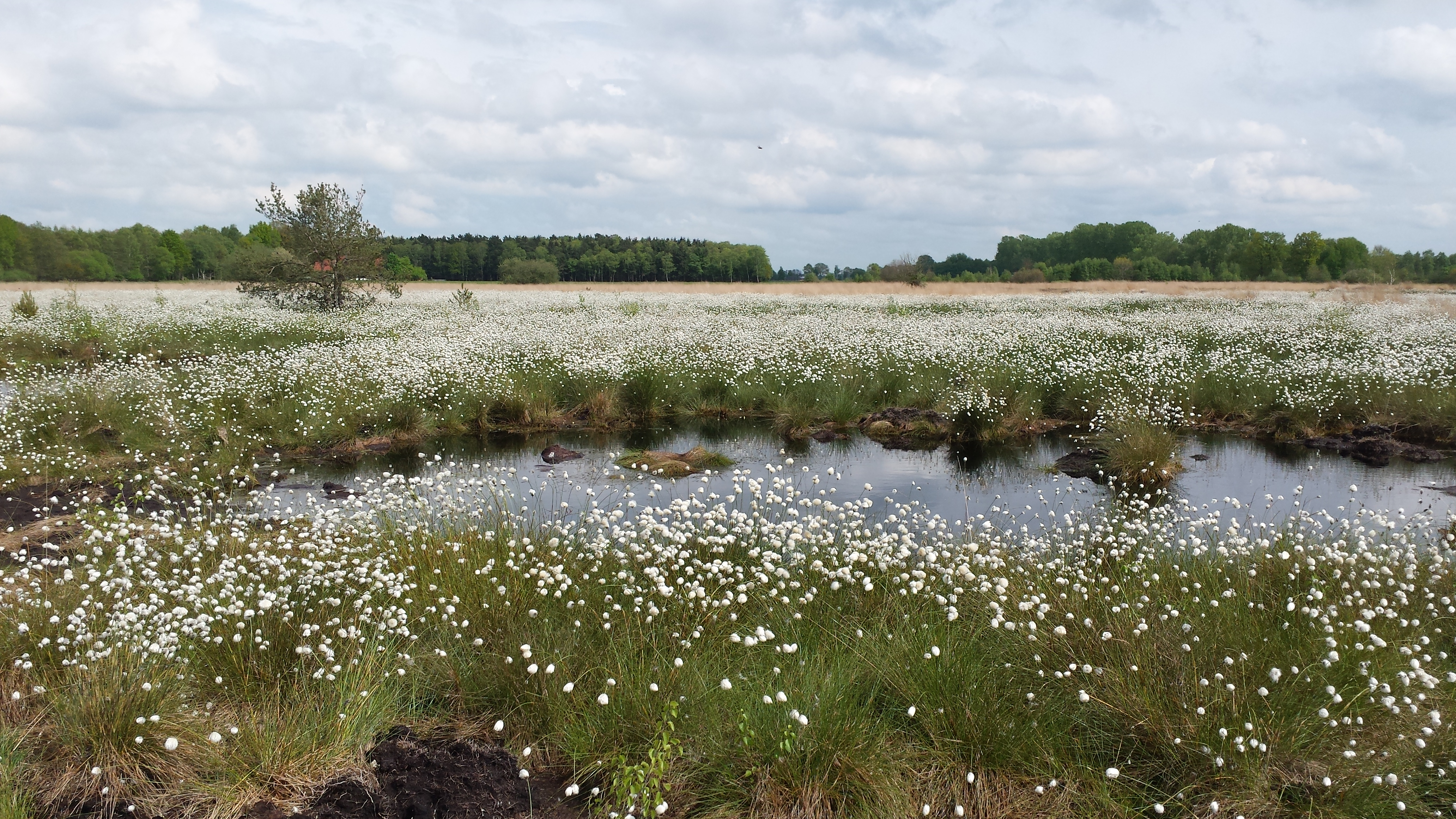
Oppenweher Moor mit blühendem Wollgras in der Diepholzer Moorniederung

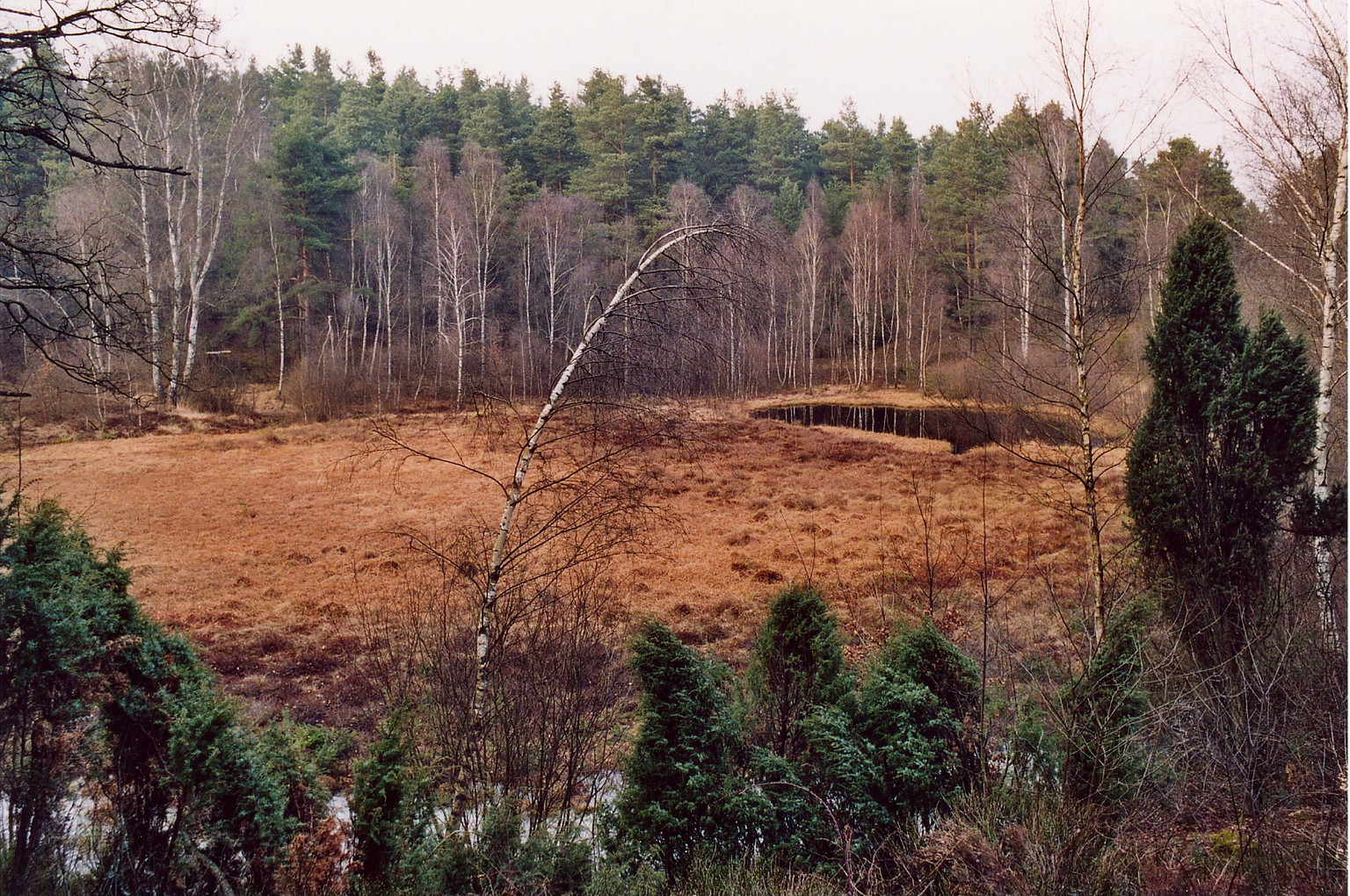
Die Bullenkuhle in Niedersachsen, ein in einem Erdfall entstandenes kleines Kesselmoor

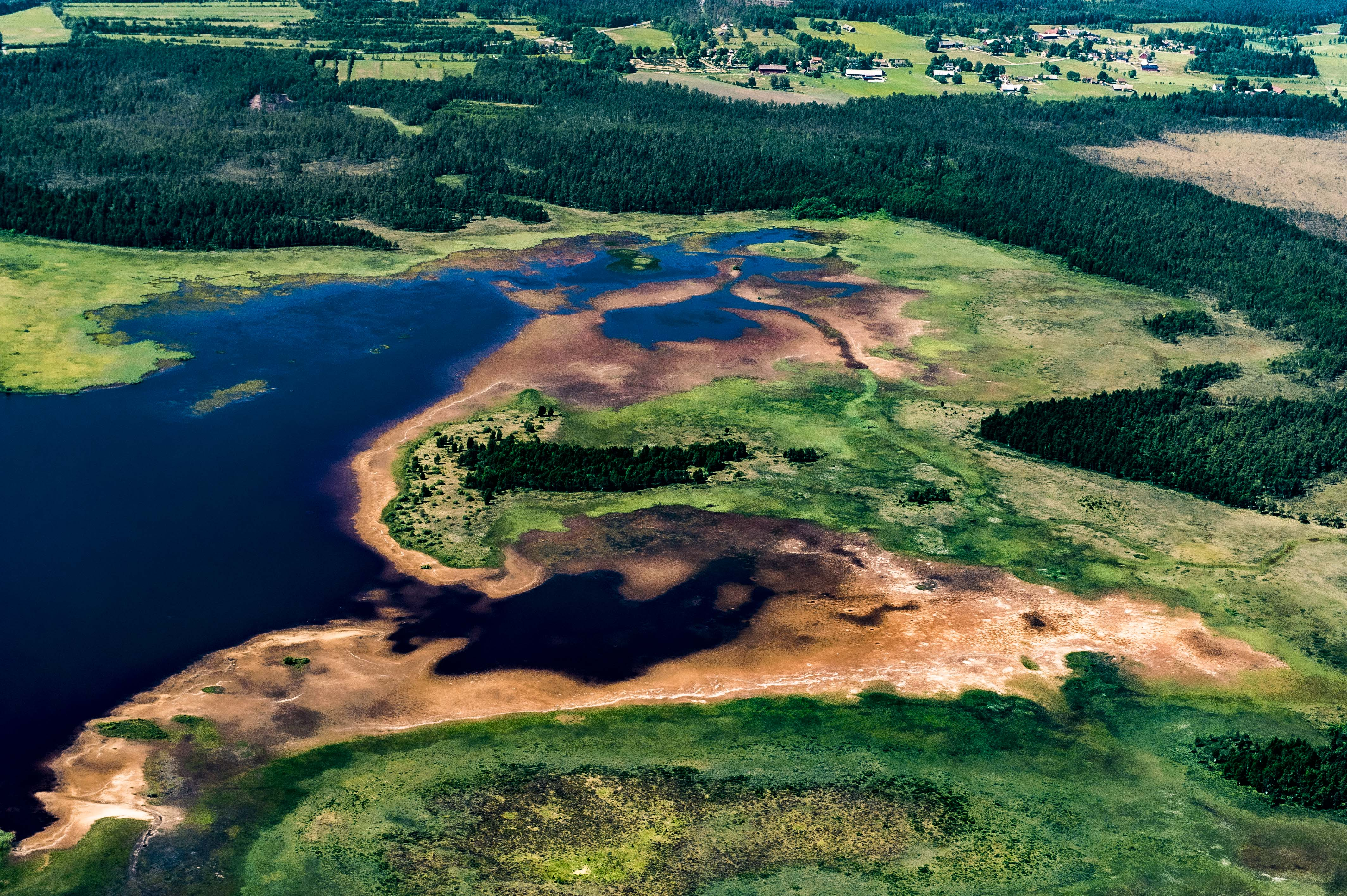
Luftbild des Store Mosse, eines der größten Hochmoorkomplexe Südschwedens

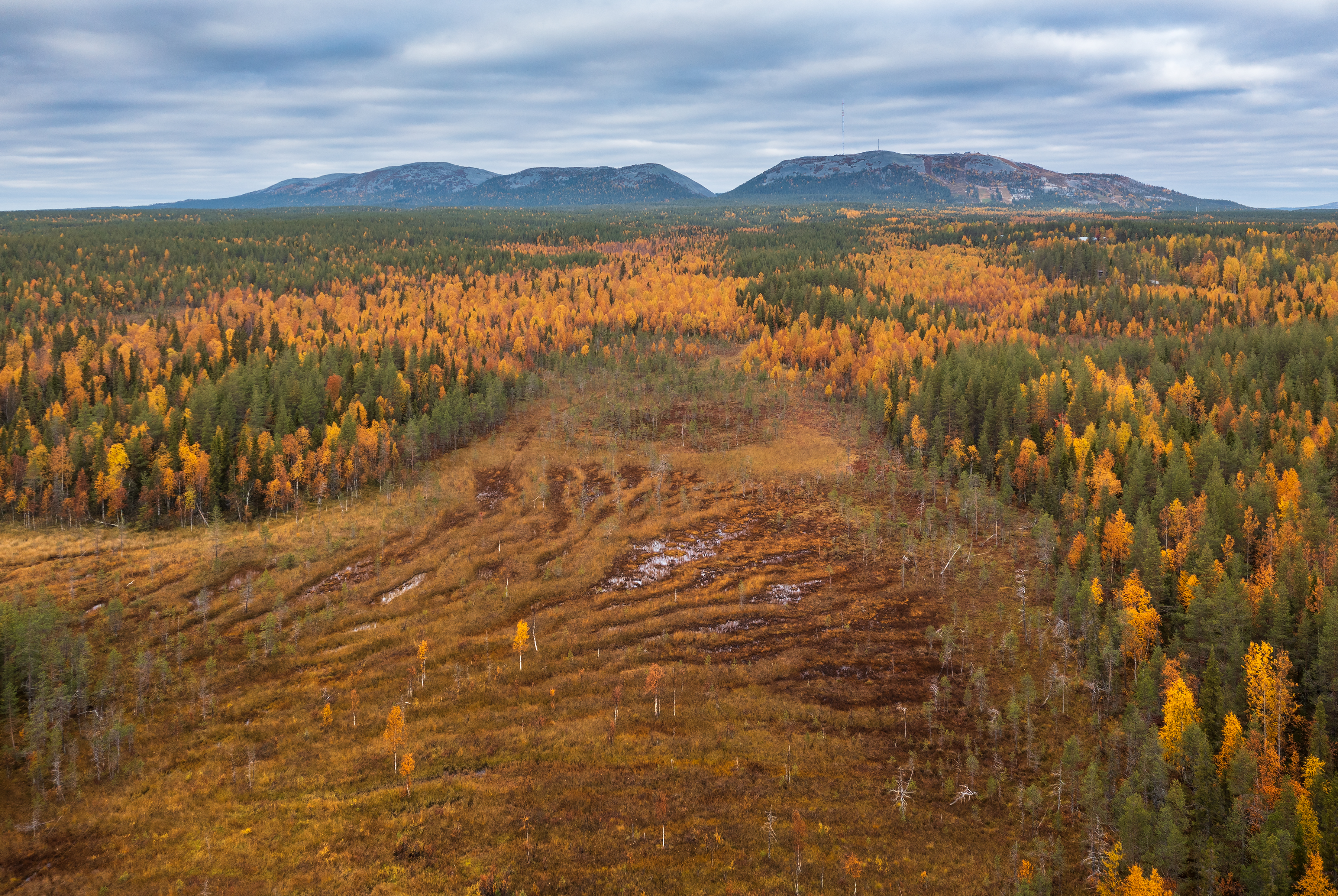
Aapa- oder Strangmoor in Finnisch-Lappland

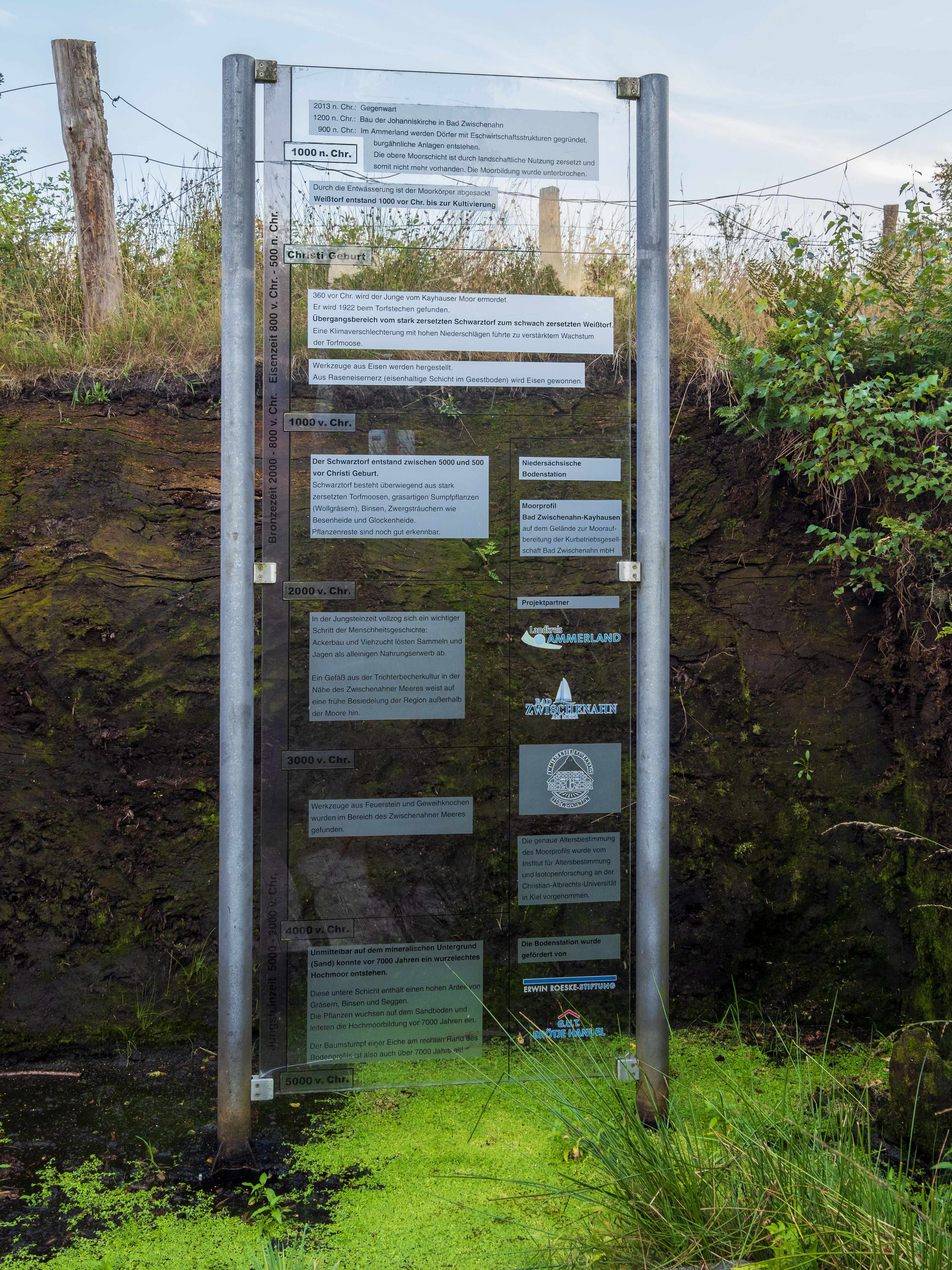
Niedersächsische Bodenstation: Moorprofil im Kayhauser Moor (Bad Zwischenahn)

Moore sind dauernd nasse Feuchtgebiete mit einer charakteristischen Boden-Vegetation – vor allem Moose, insbesondere Torfmoose, sowie Sauergräser und häufig verschiedene Zwergsträucher –, die aufgrund unvollständiger Zersetzung oft saure, überwiegend nährstoffarme Torfböden von mindestens 30 cm Mächtigkeit bilden. Die Besiedlung mit Bäumen hängt vom Grundwasserspiegel, dem Entwicklungsstand eines Moores und der Ökoregion ab, sodass es neben den typischen offenen Moorflächen auch bewaldete Moore gibt. Moore entstehen, wenn der Pflanzenzuwachs größer ist als der Abbau abgestorbener Phytomasse bei gleichzeitigem Luftabschluss im Boden durch anhaltende Feuchtigkeit.
In der Fachliteratur gibt es zahlreiche Einteilungen verschiedener Moortypen, deren Festlegung und Begrifflichkeiten zudem in fremdsprachigen Veröffentlichungen oftmals abweichend ist. So ist bereits die unkommentierte Gleichsetzung der klassischen Zweiteilung in Hoch- und Niedermoore mit den englischen Begriffen bog und fen problematisch.
Naturnahe Moorökosysteme wurden in vielen europäischen Ländern durch Entwässerungsmaßnahmen und Torfabbau weitgehend zerstört und auf kleine Restflächen reduziert. Jedoch mindern intakte Moore die Folgen der globalen Erwärmung, da sie als Speicher für Treibhausgase fungieren, die bei ihrer Zerstörung freigesetzt werden. Zahlreiche EU-Staaten haben die Bedeutung der Moore für den Klimaschutz mittlerweile erkannt und Strategien zum Schutz bestehender Moore entwickelt sowie mit der Renaturierung geschädigter Moore durch Flutung bzw. Wiedervernässung begonnen.

## Verbreitung
| Kategorie                                                    | Moorböden im Landschaftsmosaik (dunkler Farbton) Klimatische Moorregionen (heller Farbton)                                                           |
| ------------------------------------------------------------ | --- |
| Permafrostgeprägte Moortypen                                 | Arktische Palsa- und Polygonmoore |
| Gebirge mit unterschiedlichen Moortypen (Grundfarbe Braun)   | Boreale, polare und kontinentale Gebirgsmoore Maritim beeinflusste Gebirgsmoore Gebirgsmoore der gemäßigten Zonen Subtropisch/tropische Gebirgsmoore |
| Ebenen mit vorwiegend Regenmoortypen (Grundfarbe Blau)       | Maritime Hochmoore Sphagnum-Hochmoore |
| Ebenen mit Regen- und Grundwassermoortypen (Grundfarbe Grün) | Nemorale Moore Subtropische Moore Tropische Waldmoore                                                                                                |
| Ebenen mit Grundwassermoortypen (Grundfarbe Gelb)            | Boreale Niedermoore Nemorale Niedermoore Hartpolstermoore der Südhemisphäre                                                                          |

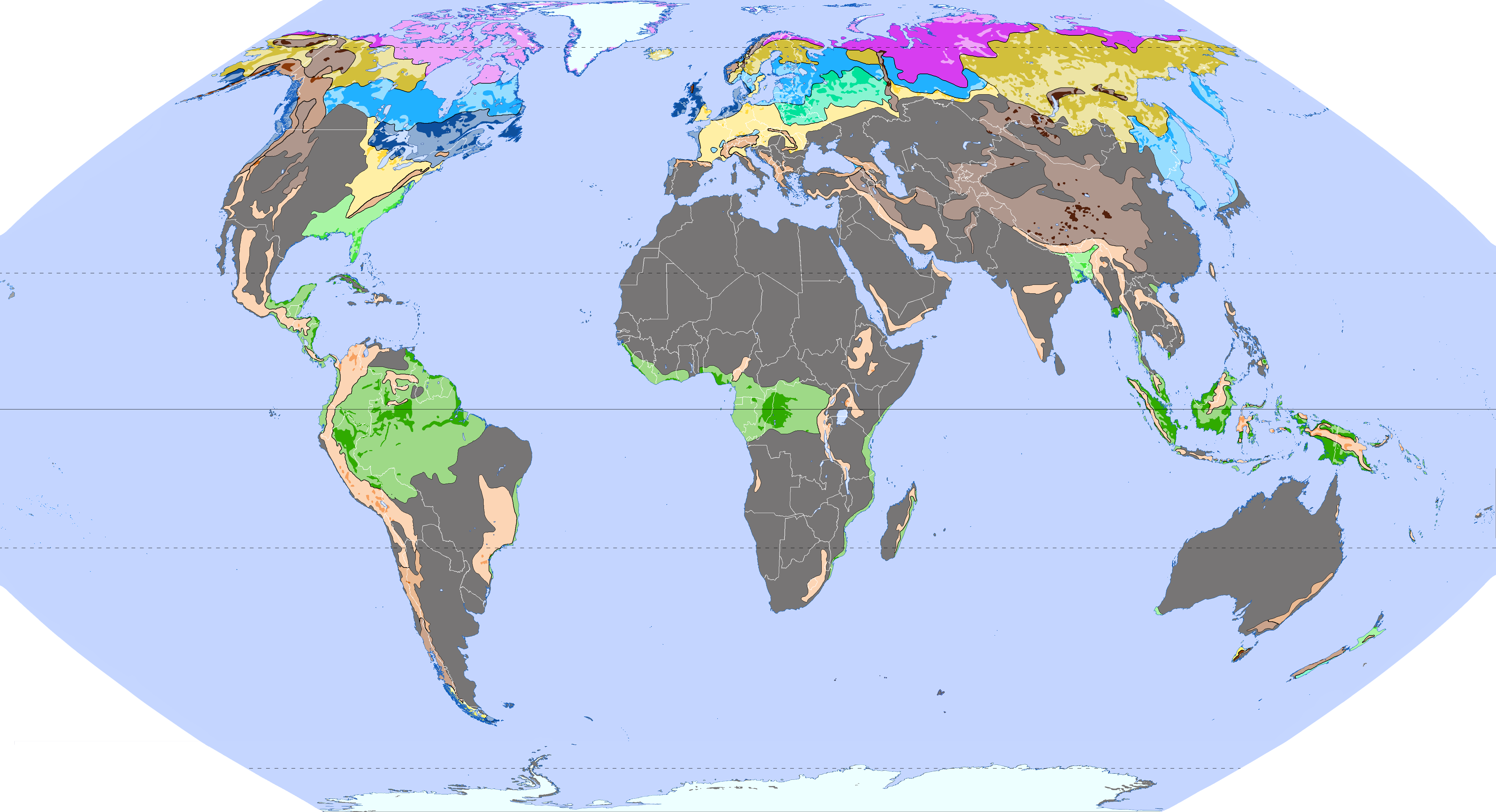
Moore und Moorregionen der Erde (weitgehend flächentreue Eckert-VI-Kartenprojektion)

Die Moorökologie bezieht sich vor allem auf eher kleinräumige Ökosysteme in eng begrenzten Regionen. Im globalen Maßstab wird hingegen entweder der Anteil von Torfböden (Peatlands) im Landschaftsmosaik untersucht oder es wird anhand klimatischer Faktoren ermittelt, welcher Moortyp wo vorkommen dürfte. Das Vorhandensein von Torfboden ist nicht unbedingt mit dem Vorkommen lebender Moore gleichzusetzen. Es kann sich ebenso um ehemalige Moorgebiete aus früheren Klimaepochen, um vom Menschen trockengelegte Moore oder um andere torfbildende Ökosysteme (z. B. Flussauen, Marschen, periodische Sümpfe) handeln. Dennoch liegt der weitaus größte Teil intakter Moore innerhalb dieser Gebiete (die im Detail in der hochauflösenden und zoombaren Onlinekarte „Global peatland map“ in zwei Anteilsstufen recherchiert werden können). Klimatische Moorregionen (über die etwa der „Global peatland hotspot Atlas“ Auskunft gibt) zeigen an, wo bestimmte Moortypen (vor allem unterteilt nach Regen- und Grundwassermooren) vorrangig vorkommen müssten. Solche Gebiete sagen nichts über die tatsächliche Verteilung oder die konkrete Lage von Moorgebieten aus. In Gebieten mit diversen Kleinklimaten – etwa Gebirgsklimaten – sind diese Karten kaum aussagekräftig und lassen nur sehr grobe Einteilungsentwürfe für sehr kleinflächige und äußerst unterschiedliche Moorsysteme zu (etwa hier in der Karte „Boreale, polare und kontinentale Gebirgsmoore“ als Hinweis auf stark frostgeprägte Moore; „Maritim beeinflusste Gebirgsmoore“, mit guten Bedingungen für Regenmoore aufgrund häufiger Niederschläge; „Gebirgsmoore der gemäßigten Zonen“ mit weniger Regen und weniger Frosteinfluss; „Subtropisch/tropische Gebirgsmoore“, die aufgrund ihrer Isolation ökologische Besonderheiten aufweisen).
Aufgrund der notwendigen Entstehungsbedingungen (Klima, Boden und/oder Gewässer) kommen Moore vor allem in den gemäßigten Zonen sowie in den Tropen vor. Rund die Hälfte aller Moorböden weltweit befindet sich in den borealen Nadelwaldzonen der Nordhalbkugel. Sie reichen im Süden weit in die kühlgemäßigte (nemorale) Zone hinein. Die nordhemisphärischen Moore nehmen 3 % der Erdoberfläche ein, was einer Fläche von 4 Millionen Quadratkilometern entspricht.
Ferner findet man Moorgebiete in feucht-tropischen Mangroven- und Überschwemmungsgebieten (sogenannte Waldmoore, Torfwälder bzw. -sümpfe) mit einer Gesamtfläche von 368.000 Quadratkilometern – verteilt auf Amerika, Afrika und Südostasien, wo weit mehr als die Hälfte dieser Moore zu finden sind.
In den Subtropen kommen vor allem Verlandungs- und Versumpfungsniedermoore an flachen Küsten immerfeuchter Klimate vor, die von dichtem Röhricht, hohen Gräsern und Sumpfwäldern geprägt sind (etwa die sogenannten Pocosins im Südosten Nordamerikas, schwach aufgewölbte Moore mit immergrünen Sträuchern und Sphagnum-Arten). Echte subtropische Torfmoos-Hochmoore finden sich nur kleinflächig in Gebirgslagen und bei extremer Nährstoffarmut. In den trockenen Subtropen führt die Hitze häufig zur Salzverbrackung. Dies verhindert die Entstehung von Torf.
Schließlich existieren auch gemäßigte Moorgebiete von rund 45.000 Quadratkilometer Fläche auf der Südhalbkugel, vorwiegend in Südamerika an den Andenhängen und in Patagonien (ausgeprägt in Feuerland), sowie in kleinen Flächen in Afrika, Süd-Australien und Neuseeland.

### Deutschland
| Nr. | Moorgebiet                    | Fläche                            | Moortyp                   | Zustand                    |
| --- | ----------------------------- | --------------------------------- | ------------------------- | -------------------------- |
| 1   | Drömling                      | 28.000 ha                         | Niedermoore               | wiedervernässt             |
| 2   | Peenetal                      | 25.000 ha                         | Niedermoore               | naturnah                   |
| 3   | Diepholzer Moorniederung      | 24.000 ha                         | 17 Hochmoore              | naturnah u. wiedervernässt |
| 4   | Hohes Venn                    | < 4.000 ha (fast ganz in Belgien) | 15 Hochmoore              | naturnah u. wiedervernässt |
| 5   | Kendlmühlfilzn, Rottauer Filz | 3.750 ha                          | Hochmoor                  | wiedervernässt             |
| 6   | Federsee                      | 3.300 ha                          | Nieder- und Übergangsmoor | naturnah                   |
| 7   | Murnauer Moos                 | 3.200 ha                          | alle Moortypen            | naturnah                   |
| 8   | Pfrunger-Burgweiler Ried      | 2.600 ha                          | vorwiegend Niedermoor     | naturnah                   |
| 9   | Friedländer Große Wiese       | 2.500 ha                          | Niedermoor                | naturnah u. wiedervernässt |
| 10  | Wurzacher Ried                | 1.700 ha                          | Nieder- und Übergangsmoor | naturnah                   |
| 11  | Dubringer Moor                | 1.700 ha                          | Niedermoor                | wiedervernässt             |
| 12  | Moore im Harz                 | 1.500 ha                          | ~40 Hochmoore             | naturnah (unterschiedlich) |

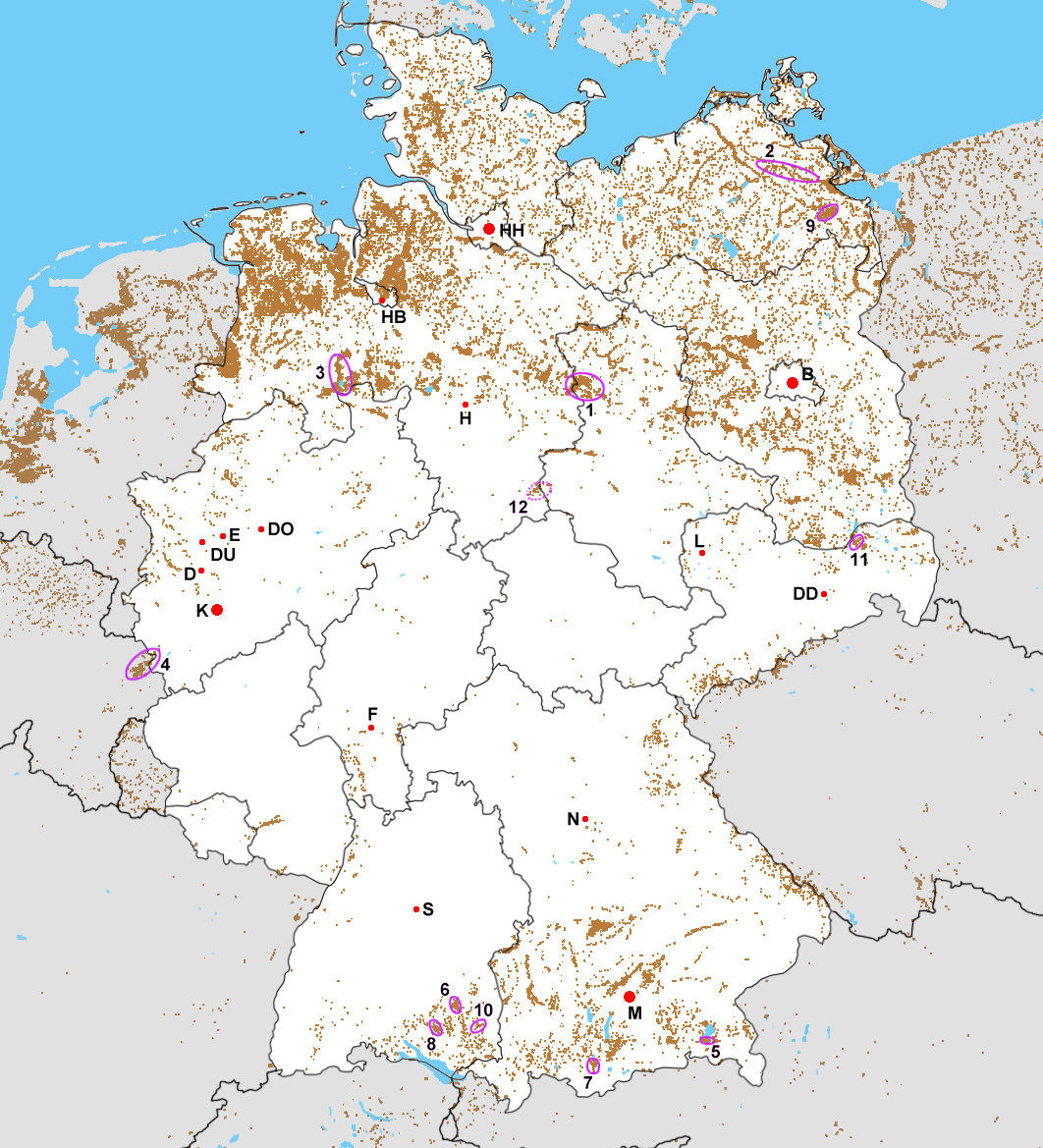
Torfböden und bedeutende Moore in Deutschland

In Deutschland kommen Moorböden vor allem im Nordwesten und – in geringerer Ausdehnung – im Nordosten und im Alpenvorland vor. Die einstmals ausgedehnten Gebiete wurden trockengelegt und abgetorft, sodass der Verlust lebender Moore in Deutschland (aber auch in den Niederlanden, Großbritannien und Dänemark) über 90 % liegt. Ursprünglich bedeckten Moore über 5 % Deutschlands, heute sind es nur noch 3,6 % (1,28 Mio. ha). Über 95 % davon sind entwässert und meist land- (72 %) oder forstwirtschaftlich (14 %) genutzt. Nur etwa 4 % stehen unter Naturschutz.
So existiert auch in der international bedeutenden Diepholzer Moorniederung als größtem Gebiet lebender Hochmoore in Mitteleuropa von ursprünglich 250.000 ha noch ein knappes Zehntel. Ökologisch betrachtet sind jedoch nur noch zwei Prozent in einem intakten Zustand und Umwelteinflüsse oder Nutzungsänderungen gefährden auch diese Reste.
Die nebenstehende Karte zeigt die ehemalige Verbreitung der Moore in Deutschland und den angrenzenden Regionen anhand des Vorkommens von Torfböden sowie die Lage der oben genannten naturnahen oder renaturierten großen Moorgebiete, die über 1.000 ha einnehmen und aus Sicht des Naturschutzes als besonders wertvoll eingestuft werden.

## Entstehung und Entwicklung von Mooren
Die Voraussetzung für die Entstehung eines Moores ist die Sättigung des Bodens mit Wasser, sodass ein ständiger Wasserüberschuss entsteht. Das unterscheidet sie von Sümpfen, die gelegentlich austrocknen, weshalb deren organische Substanz auf anmoorigem Boden vollständig zu Humus abgebaut wird. Im Moorboden verdrängt das Wasser die Luft und damit den Sauerstoff. Durch die Sauerstoffarmut im Boden wird wenig Pflanzensubstanz zersetzt. Der Eintrag und die Produktion von Biomasse übersteigt den Verlust durch Zersetzung. Biomasse reichert sich in Form von Torf an. Das Wasser kann dabei ganz unterschiedlichen Ursprungs sein (Niederschläge, Grundwasser, Überflutung durch Flüsse oder Meere).
Förderlich für die Moorentstehung sind eher humide Klimate (Verdunstungsmenge geringer als Niederschlag), Tiefebenen mit reichlich Wasserzufluss (vor allem die Hudson Bay Lowlands südwestlich der kanadischen Hudson Bay und das Westsibirische Tiefland; häufig innerhalb von Seenplatten) oder hohem Grundwasserstand (etwa in Niedersachsen) und/oder Böden (auch Permafrost), die das Versickern des Wassers verhindern und zu Staunässe führen.
Nach den hydrogenetischen (hydrologischen) und den ökologischen Merkmalen werden Moore in verschiedene Moortypen (s. u.) unterteilt.
Die einfachste und häufigste Einteilung erfolgt in:
- Niedermoore – sie werden ausschließlich vom Grundwasser gespeist, sind meist nährstoffreich und artenreich.
- Hochmoore (auch Regenmoore) werden ausschließlich von Niederschlagswasser gespeist, sind nährstoffarm und arm an Arten.
- Übergangsmoore – Da die Hochmoore aus Niedermooren entstehen, gibt es alle Zwischenformen, die Zwischenmoor oder Übergangsmoor genannt werden.[15]

## Ökosystemleistung von Mooren
Intakte Moore bieten zahlreiche Vorteile für das menschliche Wohlergehen (Ökosystemleistung).
Landschaftswasserhaushalt: Durch die Quellfähigkeit der Torfmoose und des anderen organischen Materials sind Moore in der Lage, bei starken Niederschlägen große Mengen an Wasser aufzunehmen. Bei Trockenheit geben sie es verzögert wieder ab. Moore üben eine Pufferfunktion aus und können einerseits Hochwasserspitzen mindern, andererseits den Grundwasserspiegel konstant halten.
Nährstoffhaushalt: Moore beeinflussen den Wasserhaushalt nicht nur mengenmäßig, sondern sie verbessern auch die Qualität des Wassers. Sie entziehen dem durchströmenden Grund- oder Niederschlagswasser Nährstoffe und Schadstoffe. Diese werden im Torf langfristig festgelegt.
Mesoklima: Moore wirken ausgleichend auf das Klima im näheren Umfeld (Mesoklima). Der große Wasserkörper nimmt bei Hitzewellen Wärme auf, senkt die Temperatur und mindert so die Hitzebelastung für die Menschen.
Globales Klima: Durch die permanente Einlagerung organischen Materials wirken intakte Moore als Kohlenstoffsenke. Das von den Pflanzen zuvor aufgenommene Kohlendioxid wird im Moorboden festgelegt und dem Kohlenstoffkreislauf langfristig entzogen.
Erholungsfunktion: Viele Moore stellen für ihre Besucher einen Erholungs- und Naturerlebnisraum dar. Sind sie mit Moorstegen, Wanderpfaden und Informationsmöglichkeiten versehen, kommt ihnen eine hohe touristische Bedeutung zu.
Ökonomische Bewertung der Ökosystemleistungen: In Deutschland bezifferte sich die Klimaschutzleistung durch die Vermeidung von Treibhausgasen in sechs verschiedenen Mooren auf 10 € bis 135 € pro Tonne Kohlendioxid. Im Vergleich mt anderen Klimaschutzmaßnahmen ist das kostengünstig. In bestimmten Projekten wird die Renaturierung von Mooren durch den Verkauf von Klimaschutzzertifikaten (Moorfutures) finanziert.

## Moorboden
Für den Begriff gibt es verschiedene Definitionen.
In der Bodenkunde sind Böden aus Torfen, die mehr als 30 % organischer Masse enthalten und in Schichten von wenigstens 30 cm vorliegen, Moor.
In der Diskussion um die Klimaveränderung werden die Begriffe Moorböden oder organische Böden oft für Böden verwendet, die einer Form der Landnutzung (Landwirtschaft, Forstwirtschaft, Siedlungsbau) unterworfen und dafür entwässert (drainiert) wurden. Drainierte Moore verursachen 2 bis 5 % der gesamten deutschen Treibhausgasemissionen und sind damit die größte Einzelquelle außerhalb des Energiesektors. Die Emissionen dieser Moorböden müssen an den Weltklimarat (IPCC) gemäß der IPCC Guidelines berichtet werden. Im Treibhausgasinventar Deutschlands sind entwässerte Moore in den Sektoren Landwirtschaft und Landnutzung für ungefähr 40 Prozent der Emissionen verantwortlich. In Deutschland werden 90 Prozent aller Moorböden land- oder forstwirtschaftlich genutzt. Wegen der Bemühungen um die Verminderung der Treibhausgasemissionen hat sich der Begriff organische Böden (IPCC Guidelines: organic soils) und die Definition des IPCC durchgesetzt. Danach haben organische Böden eine Schichtdicke organischen Materials von mindestens 10 cm. Bei einer Schichtdicke zwischen 10 und 20 cm muss der Gehalt an organischem Kohlenstoff mindestens 12 % betragen. Ferner wird unterschieden, ob der Boden trocken ist, dann muss der Boden wenigstens 35 % organisches Material enthalten. Ist der Boden nass, genügen geringere Anteile, je nach dem Mischungsgrad mit Tonerde. Damit folgt der IPCC weitgehend der Definition der Ernährungs- und Landwirtschaftsorganisation der Vereinten Nationen (FAO) für Histosole.

### Klimarelevanz organischer Böden
Organische Böden emittieren die Treibhausgase Kohlendioxid, Methan und Lachgas. Nach dem vierten Sachstandsbericht des Weltklimarates wird jedem dieser Gase ein eigenes Potential zur Erwärmung der Atmosphäre zugeordnet (engl. Global Warming Potential, GWP). Auf einen Zeitraum von 100 Jahren (GWP100) gesehen ist dieses Potential für Methan 25 mal und für Lachgas 298 mal so hoch wie für Kohlendioxid.
Intakte Moore wirken einerseits als Senke für Kohlendioxid, andererseits setzen sie auch Methan frei. Weltweit sind Moore die Ursache für 30 % der gesamten Methanemission. Da Methan allerdings eine deutlich kürzere Verweilzeit in der Atmosphäre hat als Kohlendioxid, überwiegt langfristig der Effekt als Kohlenstoffsenke deutlich.
Drainierte Moore setzen kein Methan mehr frei, dafür erhebliche Mengen an Lachgas und Kohlendioxid.
Wiedervernässte Moore nehmen nach einiger Zeit wieder ihre Funktion als Kohlenstoffsenke auf. Es dauert einige Jahre bis Jahrzehnte, bis sich die Vegetation auf den neuen Wasserstand eingestellt hat. Die Lachgasemissionen sinken dagegen sofort. Böden mit einem Wasserstand von 20 cm unter der Oberfläche emittieren kein Lachgas mehr. Die Methanemissionen steigen nach der Wiedervernässung an. Sie hängen dabei stark von der Art der sich entwickelnden Vegetation ab. Es ist Gegenstand der Forschung, diese gegebenenfalls zu steuern. Insgesamt führt die Wiedervernässung jedoch zu einer effizienten Verminderung der Treibhausgasemissionen.

## Moore in der Klimaschutzpolitik
Wegen der immensen Bedeutung intakter Moore für die Entwicklung des Klimas spielen Moore auch in der Klimaschutzpolitik und der Gesetzgebung eine große Rolle.
- Das Biotop Moor ist in Deutschland nach §30 Bundesnaturschutzgesetz vor Zerstörung oder jedweder Beeinträchtigung geschützt.[26]
- Im Klimaschutzplan 2050 der deutschen Bundesregierung wird der Schutz bestehender Moore und ein Ende des Torfabbaus gefordert.[27]
- In der Nationalen Moorschutzstrategie von 2022 des Bundesministerium für Umwelt, Naturschutz, nukleare Sicherheit und Verbraucherschutz (BMUV) bekennt sich die Bundesregierung dazu, bestehende Moore zu erhalten und zerstörte wiederherzustellen.[28][29]
- Die Nationale Strategie zur Biologischen Vielfalt 2030 (NBS 2030) von 2024 setzt sich das Ziel, bis 2030 alle natürlichen und naturnahen Moore schützten und mindestens 70 % in einen guten Erhaltungszustand zu setzen, oder in ihrer Entwicklung zu sichern.[30]
- In der deutschen Bund-Länder-Zielvereinbarung Klimaschutz durch Moorbodenschutz verpflichtet man sich unter anderem zur Wiedervernässung von Flächen und zur Förderung der Paludikultur.[31]
- In der Land use, land-use change and forestry Regulation (LULUCF) formuliert die Europäische Union (EU) ihre Ziele bezüglich der Probleme, die sich aus der Landnutzung und deren Änderungen ergeben. Klimaschutz und Biodiversität im Hinblick auf Moorböden sind dabei ein Schwerpunkt.[32][33]
- Die Europäische Umweltagentur informiert in ihren Veröffentlichungen über die wichtige Rolle des bodengebundenen Kohlenstoffs als Senke, wie er in Moorböden von Natur aus vorhanden ist und in landwirtschaftlichen Böden geschaffen werden kann (Carbon Farming). Für das Jahr 2019 berichteten die EU-Mitgliedsstaaten eine Freisetzung von 108 Millionen Tonnen Kohlendioxid aus 17,8 Millionen Hektar organischen Böden und demgegenüber eine Aufnahme von 44 Millionen Tonnen Kohlendioxid in 387,6 Millionen Hektar mineralischen Böden.[34]
- Global Peatlands Assessment der Vereinten Nationen – hier wird festgestellt, dass drainierte Moore global 4 % der menschengemachten Treibhausgasemissionen verursachen. Ein Team von 226 Moorbodenspezialisten aus der ganzen Welt entwickeln Methoden zur Wiederherstellung zerstörter Moore.[35]

## Gefährdung von Mooren und Folgen für das Klima
Die Ziele des Pariser Klimaabkommens sind ohne eine konsequente Renaturierung der Moore so gut wie nicht erreichbar, denn obwohl sie nur drei Prozent der Erdoberfläche bedecken, binden sie ungefähr so viel Kohlenstoff wie die gesamte Vegetation der Erde enthält. Werden Moore jedoch weiterhin weltweit zur Gewinnung von Ackerflächen und Plantagen sowie für den Torfstich trockengelegt, so könnte es zu einer Verdreifachung der aus Mooren emittierten Menge an Treibhausgasen kommen. Zwischen 2012 und 2018 wurden in Deutschland etwa 0,23 km² Torfmoor in Siedlungs- und Verkehrsflächen umgewandelt. Der Biologe Hans Joosten regt in diesem Zusammenhang an, sich bei der Moorrenaturierung ein Beispiel an Indonesien zu nehmen, wo in Reaktion auf großflächige Moorbrände (2015) auf einer Fläche von 800.000 Hektar Entwässerungsmaßnahmen ganz oder teilweise eingestellt wurden.

### Folgen der Entwässerung durch Drainage

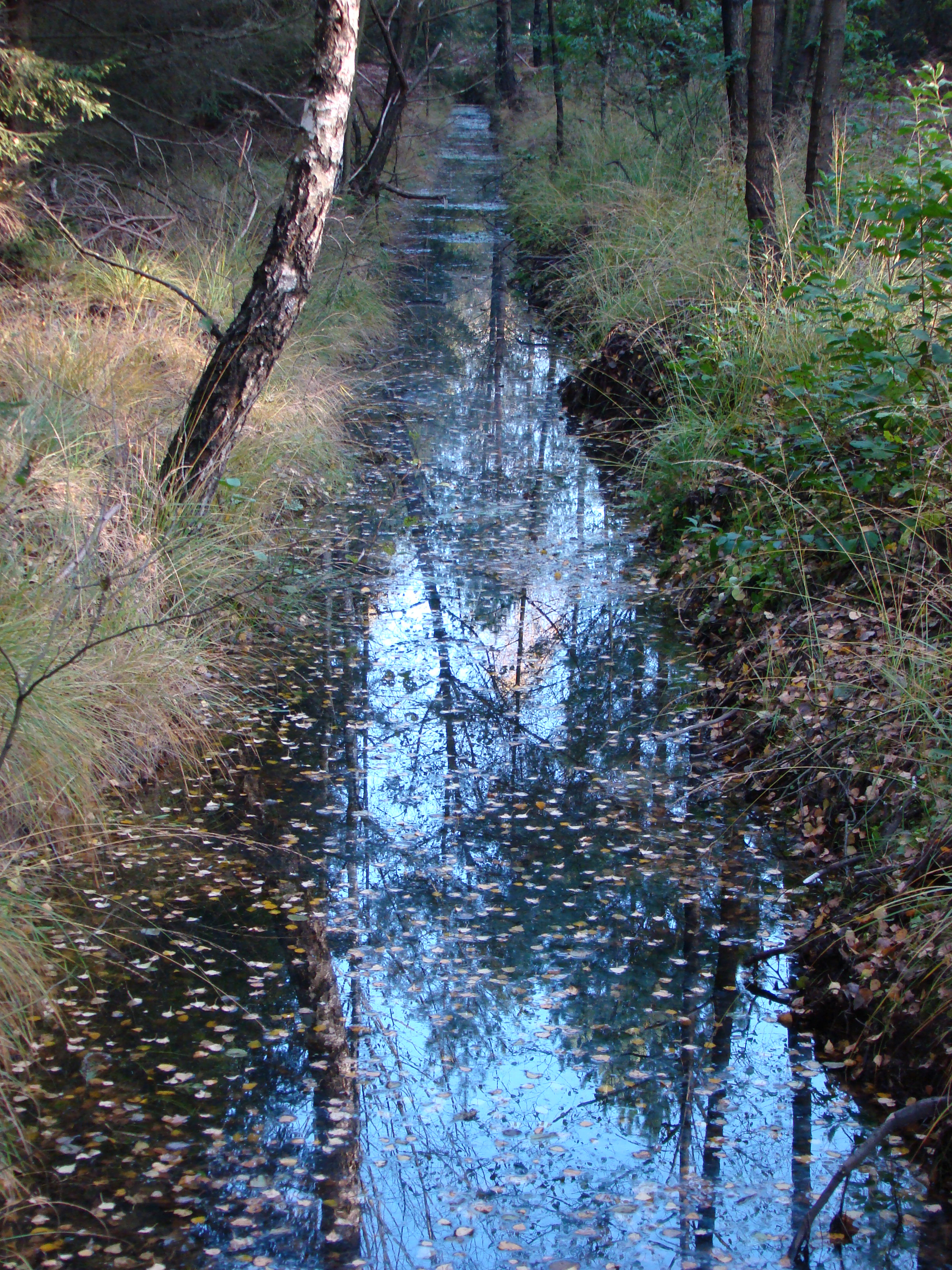
Entwässerungsgraben

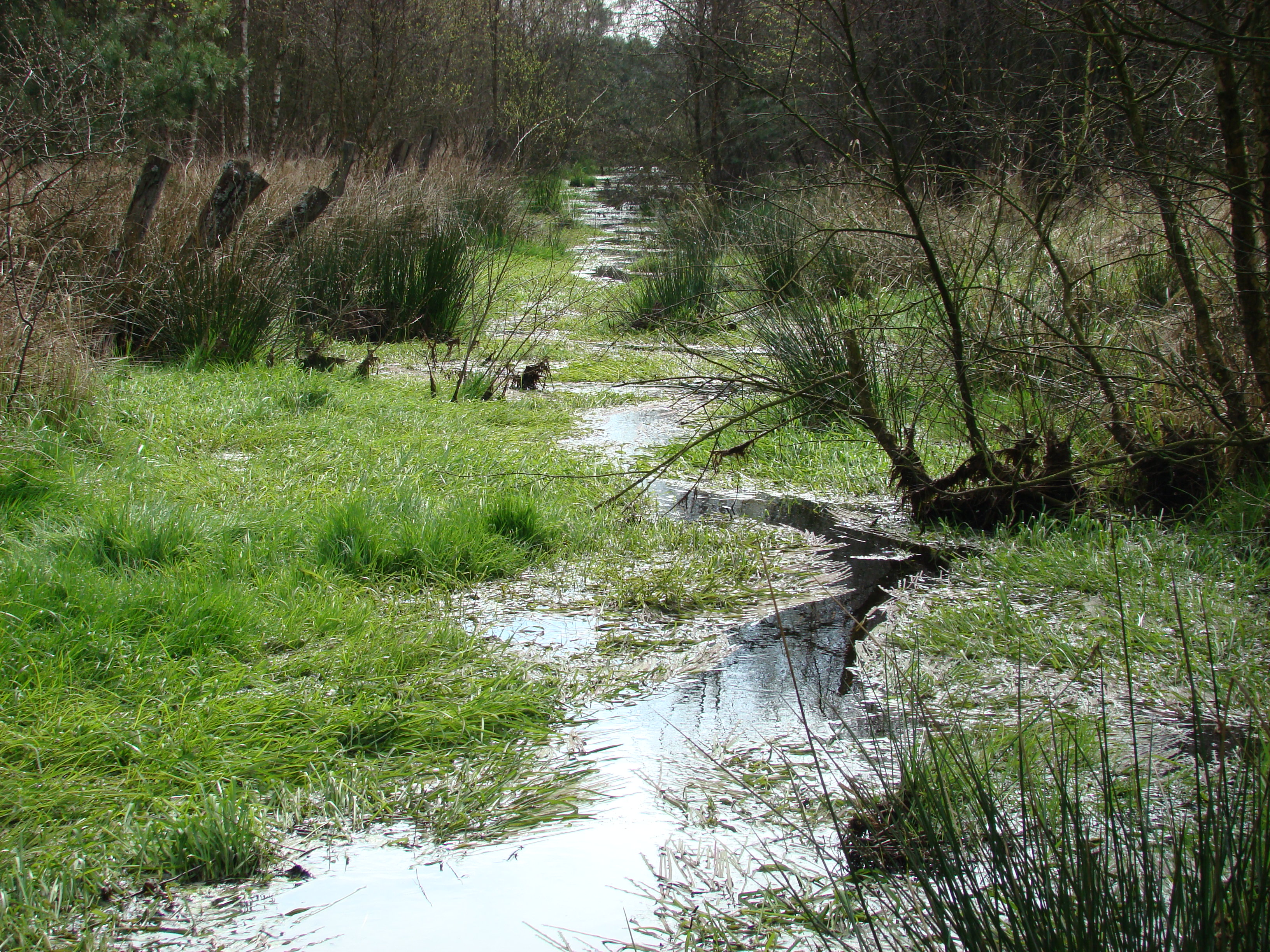
Rückgestauter, zum Teil wieder zugewachsener ehemaliger Abzugsgraben

In ihrem nassen Urzustand speichern Moore Kohlenstoff, werden jedoch im entwässerten Zustand zur Quelle von Treibhausgas. Aus diesem Grund wurden Schutzmaßnahmen für Moore auch aus Gründen des Klimaschutzes verstärkt, wobei die Entwicklung nachhaltiger Nutzungskonzepte von Moorböden eine wichtige Rolle spielt.
Sowohl in Deutschland als auch in anderen Europäischen Staaten wurde der größte Teil der Moorböden für die landwirtschaftliche oder forstliche Nutzung entwässert. Nicht nur die biologischen Vielfalt seltener Tier- und Pflanzenarten des Ökosystems Moor wird dadurch gefährdet. Die Moorentwässerung durch Drainage beeinflusst auch den Wasser- und Nährstoffhaushalt der Landschaft. Die Entwässerungen geschehen direkt durch die Anlage von Gräben, Rohrdränungen und Vorflutgräben und die Fassung von Quellen oder indirekt über Flussregulierungen, Entnahme von Trinkwasser und die damit verbundene Grundwasserabsenkung in der Landschaft. Die Auswirkungen der Entwässerungen sind komplex und machen sich teilweise erst nach vielen Jahren in ihrem gesamten Ausmaß bemerkbar.
Im Gegensatz zu Mineralböden hat der Torf wegen seines fast vollständig wassergefüllten Porenvolumens ein labiles Gefüge. Jede Entwässerung bedeutet eine Verringerung des Porenvolumens, da die Poren, wenn sie nicht mehr wassergefüllt sind, zusammensinken. Dieses führt zunächst zu einer Sackung des Moorbodens, also einer Abnahme der Torfmächtigkeit. Die Verdunstung des Porenwassers trägt zum weiteren Niveauverlust bei. Nach Entwässerung und Belüftung setzt eine sekundäre Bodenbildung ein, die in Abhängigkeit von der Zeit und der Trophie der Torfe unterschiedlich schnell und zu verschiedenen Gefügeformen führt. In niederschlagsreicheren Regionen können die Böden vererden. Dabei entsteht ein dunkel- bis schwarzbraunes Krümelgefüge, in dem Pflanzenreste nicht mehr mit bloßem Auge sichtbar, aber Pflanzenstrukturen noch mikroskopisch erkennbar sind. In trockeneren Gebieten mit geringeren Niederschlägen bilden sich bei fortdauernder stärkerer Austrocknung humin- und aschereiche, schwer benetzbare und trockene Feinkorngefüge mit zum Teil Rissen und Klüften im Boden. Der so entstehende Mulm (Vermulmung) ist eine äußerst ungünstige Gefügeform, weil der Boden leicht erodiert und irreversibel austrocknet. Die Böden lassen sich nicht wieder befeuchten und stellen den extremsten Moorstandort dar. Im weniger stark austrocknenden Unterboden bleibt die mineralische Bodensubstanz feucht bis nass. Es entsteht ein aus kohlengrusähnlichen verbackenen Teilchen bestehender Horizont, auch Vermurschungshorizont genannt. Die Bildung dieser Segregations- bzw. Absonderungsgefüge stellt das Endstadium der Niedermoorbodenbildung dar. Diese Böden sind schwer durchwurzelbar und haben einen sehr ungünstigen Wasser- und Nährstoffhaushalt.
Neben dieser physikalischen und chemischen Schädigung des Moores führt die Entwässerung zu einer Verringerung der Evapotranspiration, was wiederum zu einer Reduzierung der Kühlung in der Landschaft führt. Darüber hinaus kommt es durch die reduzierte Wassersättigung der Torfe zu einer Veränderung der Artenzusammensetzung hin zu weniger wasserliebenden Arten. Allgemein führt das zu einer starken Reduzierung der moortypischen Biodiversität. Zudem steigt durch die Entwässerung die Gefahr von Bränden deutlich an, bei denen große Mengen an Treibhausgasen sowie umwelt- und gesundheitsschädlichen Luftschadstoffen freigesetzt werden können. Moore machen etwa drei Prozent der weltweiten Landfläche aus, speichern aber 30 Prozent des erdgebundenen Kohlenstoffs – doppelt so viel wie alle Wälder zusammen. Daher stellen die Wiedervernässung und der Schutz von Mooren wirkungsvolle Möglichkeiten zum Klimaschutz dar.

### Entwässerung durch Absinken der Grundwasserspiegel
Eine Grundwasserabsenkung kann ganz unterschiedliche Ursachen haben.
Klimaveränderung: Messungen der Wasserwirtschaftsbehörden deuten bereits seit Jahren auf regional sinkende Grundwasserspiegel hin. Das Potsdam-Institut für Klimafolgenforschung erklärt dieses Phänomen durch längere Hitze- und Trockenperioden in den Sommern, sowie durch das häufigere Auftreten des Niederschlags in Form von Starkregenereignissen. Durch die längeren Hitzeperioden erhöht sich die Verdunstungsrate, Wasser geht an die Atmosphäre verloren. Verstärkt wird dieser Effekt durch die längeren Vegetationszeiten. Die Pflanzen geben mehr Wasser an die Luft ab. Niederschlag in Form von Starkregenereignissen führt zu vermehrtem Abfluss des Wassers in Fließgewässer. So kann es nicht zur Grundwasserneubildung beitragen. Die Folgen der sinkenden Grundwasserspiegel für das Moor sind die gleichen wie bei der Drainage. Sobald das Wasser aus dem organischen Material verschwindet, tritt Luft und damit Sauerstoff ein. Es beginnt sofort der Prozess der Verrottung der organischen Substanz. Der Torf wird mineralisiert, es wird massiv Kohlendioxid freigesetzt.
Entnahme von Grundwasser: Die Menge des aus Brunnen entnommenen Grundwassers steigt ständig an. Neben dem Bedarf an Trinkwasser benötigt auch die Industrie und zunehmend vor allem die Landwirtschaft Grundwasser. Eine zu hohe Entnahme, beispielsweise zur Bewässerung von Kulturen führt zum Absinken des Grundwasserspiegels.
Bautätigkeit: Versiegelung von Flächen, Bergbau, Straßenbau, Ausbau von Fließgewässern – alle diese Tätigkeiten können zum Absinken des Grundwasserspiegels führen.
Waldbau: Die Wahl der Bauarten hat einen erheblichen Einfluss auf die Grundwasserneubildung und damit auf den Grundwasserspiegel. Generell verdunsten Nadelbäume mit ganzjähriger Benadelung mehr Wasser als Laubbäume, die ihr Laub im Herbst abwerfen.

### Gefährdung durch Eutrophierung
Hochmoore sind durch ein nährstoffarmes Milieu charakterisiert. Die dort angesiedelten Lebensgemeinschaften sind Spezialisten für diese Situation. Im Falle einer Eutrophierung werden sie von anderen, nährstoffliebenden Arten verdrängt. Sollte das Hochmoor einmal infolge ausbleibender Niederschläge austrocknen, wird der Torf in Gegenwart von Stickstoff viel schneller mineralisiert, als in einem nährstoffarmen Milieu. Der Nitratbericht der Bundesregierung zeigt das hohe Risiko und das hohe Ausmaß von Stickstoffeinträgen in Grundwasser und Oberflächengewässer. Demnach ist der Hauptverursacher für die Nitratbelastung die Landwirtschaft. In geringerem Maße tragen auch die Stickoxide der Verbrennungsmotoren zur Nitratbelastung bei. Diese gasförmigen Stickstoffverbindungen werden bei der Verbrennung von Treibstoff freigesetzt, in der Atmosphäre verteilt und später mit den Niederschlägen wieder ausgewaschen. So belasten sie nährstoffarme Areale wie Hochmoore oder auch Magerrasen.

### Moorbrände

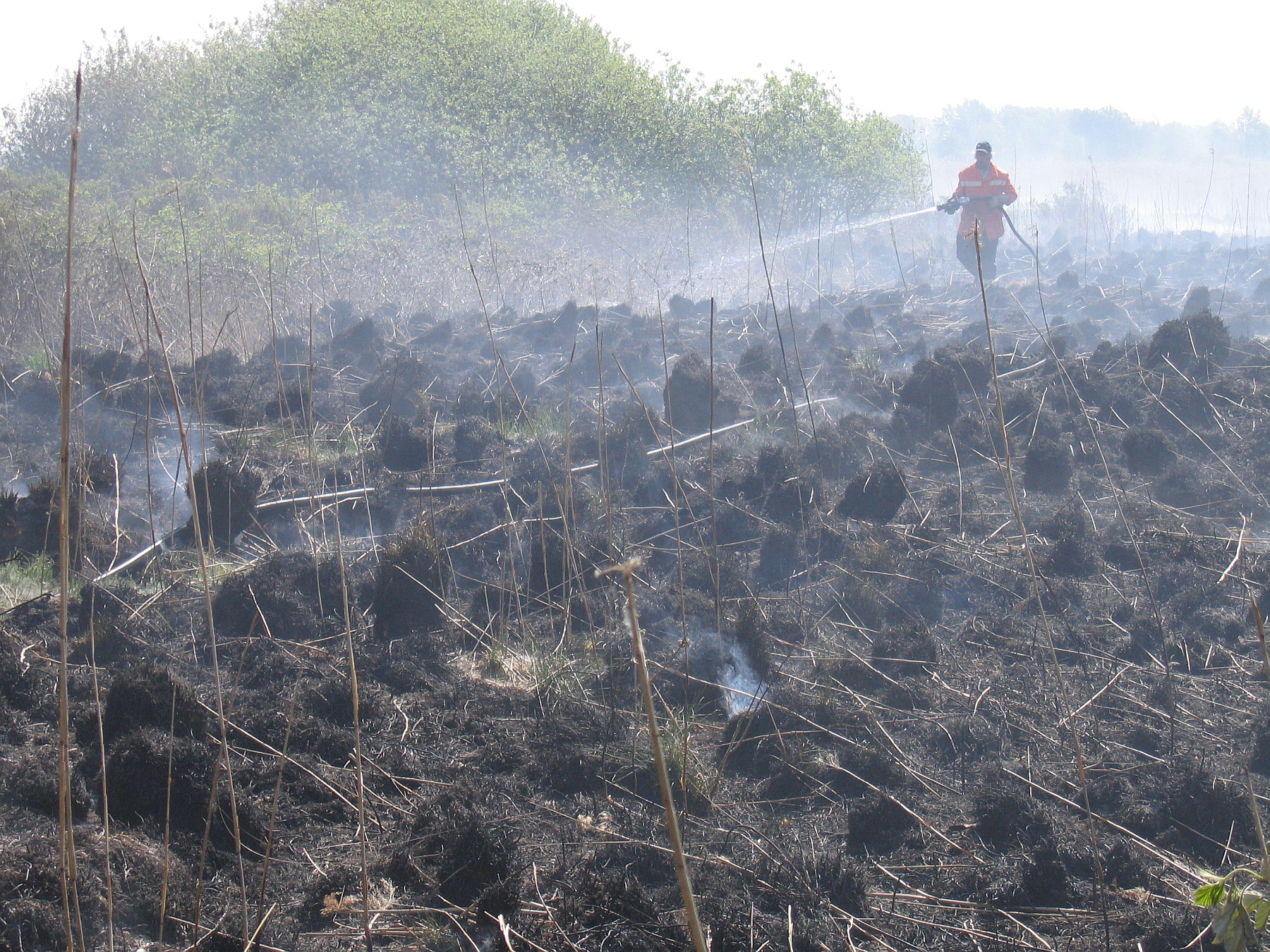
Löscharbeiten bei einem Moorbrand

Abgesehen von der Moorbrandkultur gibt es auch schadhafte Moorbrände. Insbesondere trocken gefallene Moore mit Torf als brennbarem Material können unabsichtlich in Brand geraten. Dabei handelt es sich in der Folge hauptsächlich um Schwelbrände unter der Erdoberfläche. Da die Brandherde bzw. Glutnester kaum sichtbar sind und erkannt werden können, ist eine Löschung außerordentlich aufwändig und schwierig.

#### Beispiele großer Moorbrände
Vom 24. Juni bis zum 18. Juli 2018 verbrannten bei Manchester in Nordengland mindestens 18 km² des Saddleworth Moor.
Im September 2018 wurden vom Unternehmen Airbus Helicopters im Auftrag der Bundeswehr auch während der Trockenheit im europäischen Sommer auf dem Gelände der Wehrtechnischen Dienststelle 91 bei Meppen Raketenerprobungen durchgeführt. Hierdurch entstand ein Großbrand, bei dem über 12 Quadratkilometer Moorfläche brannten. Zur Brandbekämpfung waren zeitweilig täglich über 1500 Feuerwehrleute und Angehörige des Technischen Hilfswerks im Einsatz.
Ende Mai 2020 brach im Naturschutzgebiet Der Loben in Südbrandenburg ein Moorbrand aus, der sich schnell auf etwa 1 km² ausbreitete.

## Landwirtschaftliche Nutzung von Mooren

### Konventionelle Verfahren der Moornutzung
Die landwirt- und forstwirtschaftliche Nutzung von Mooren funktioniert auf konventionellem Wege nur durch die Senkung des lokalen Wasserspiegels. Dies hat zur Folge, dass sich die hydraulischen Eigenschaften der Torfe, die Wasserspeicherkapazität und die hydraulische Leitfähigkeit, verringern. Durch die Entwässerung kommt zudem der vorher unter Luftabschluss entstandene Torf mit Sauerstoff in Berührung. Dieser Prozess führt bei anhaltenden aeroben Bedingungen zu einer kontinuierlichen Verstoffwechslung des Torfes (Torfzehrung) und damit zu einer irreversiblen Schädigung des Moorkörpers. Diese konventionelle Nutzung führt unweigerlich zu einer Zerstörung der Moore und angrenzender Feuchtgebiete sowie zur Freisetzung des Klimagases Kohlendioxid.

#### Moorbrandkultur
Die Moorbrandkultur ist ein Verfahren, bei dem das Moor vor dem Winter oberflächlich entwässert und abgehackt wurde, damit es im Frühjahr abgebrannt werden konnte. Anschließend wurde in der Asche Buchweizen oder Hafer ausgesät. Reguliert wurde das Feuer durch die Windrichtung und die zu- oder abnehmende Feuchtigkeit im Boden. Bei diesem Verfahren waren die Nährstoffreserven im Boden jedoch nach 10 Jahren erschöpft und das Land musste 30 Jahre brach liegen.

#### Fehnkultur
Bei der Fehnkultur legte man große Entwässerungsgräben an, aus denen man den Schwarztorf abbaute. Die Wasserkanäle dienten auch dem Abtransport des Torfes.

#### Hochmoorkultur
Die Hochmoorkultur wird nur bei Hochmooren angewandt, wobei der Torf mindestens eine Höhe von 1,3 Metern besitzt. Die Moore werden zwar entwässert, aber nicht abgetorft, sondern nur umgebrochen und gedüngt. Der daraus entstandene Boden dient ausschließlich der Grünlandwirtschaft.

#### Sandmischkultur
Bei der Sandmischkultur wird Sand aus einer Tiefe von ungefähr 3 Meter hochbefördert und durchgepflügt. Die daraus entstandene Sand-Mischkultur ist in der Landwirtschaft vielseitig einsetzbar.

#### Tiefpflug-Sanddeckkultur
Die Tiefpflug-Sanddeckkultur ist nur für Niedermoore geeignet, deren Torfschicht nicht dicker als 80 cm ist. Dabei wird mit einem Tiefpflug mit einer Arbeitstiefe von 1,60 m der Boden um etwa 135° gewendet und schräg gestellt. In dem stark verändernden Bodenprofil wechseln sich Torf- und Sandbalken von etwa gleicher Stärke ab. Zudem wird das Profil von einer etwa 20–30 cm mächtigen Sandschicht überlagert. Bei dieser Art der Melioration wandeln sich die Bodeneigenschaften grundlegend. Durch die stark steigende Wasserleitfähigkeit werden der Bodenwassergehalt und die Möglichkeiten der Grundwasserregulierung viel ausgeglichener. Mit der Sanddeckkultur ist ein intensiver Getreideanbau auf einem Niedermoor möglich.

#### Schwarzkultur
Bei der Schwarzkultur wird der Moorboden nach der Entwässerung ohne Veränderungen kultiviert, wobei dies nur auf Niedermooren vollzogen werden kann.

### Nachhaltige Verfahren der Moornutzung

#### Paludikultur
Eine nachhaltige Moornutzung kann nur bei oberflächennahen Wasserständen erfolgen, welche unter Umständen zu einer Torfneubildung, aber zumindest zu einer Torferhaltung führt. Diese Alternative wird als Paludikultur beschrieben. Im Idealfall behält das Moor seine Funktion als Kohlenstoffsenke. Beispiele für Paludikultur sind Anbau von Röhricht, Torfmoosen oder Erlen, sowie die extensive Beweidung mit Wasserbüffeln.

## Erhaltung, Schutz und Renaturierung

### Erhaltung und Schutz
Solange die Voraussetzungen für die Torfbildung unverändert gegeben sind, bedarf die Erhaltung von Mooren keiner großen Maßnahmen. Überlässt man diese Lebensräume sich selbst (Prozessschutz), ist dies im Normalfall ausreichend.
Allerdings können Veränderungen auch außerhalb der eigentlichen Moorfläche zu einer Beeinträchtigung ihrer Funktion führen, wie ein Absinken des Grundwasserspiegels.
Zum Schutz ist auf die möglichen Gefährdungen (s. o.) zu achten.

### Renaturierung von Mooren allgemein

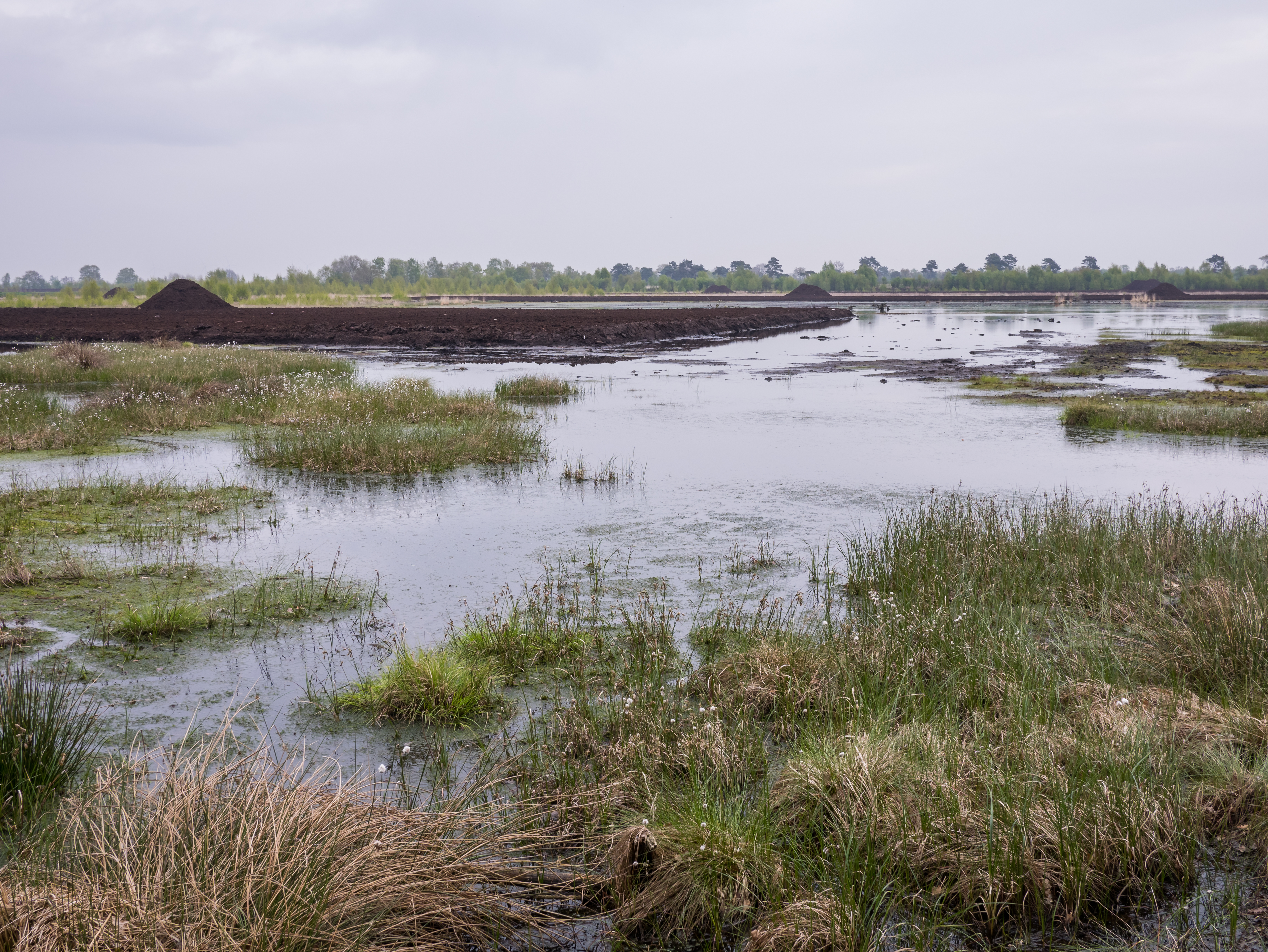
Wiedervernässter Bereich im Moor

Jede Bemühung zur Renaturierung eines Moores endet in dem Bestreben, den ursprünglichen Wasserhaushalt so weit wie möglich wieder herzustellen. Dazu ist es meist notwendig, Abflüsse durch Gräben oder eingetiefte Fließgewässer durch Dämme zu verschließen. Dies sind hydrologisch eingreifende Maßnahmen. Eine unbedingte Voraussetzung ist die komplette Erfassung der biotischen und abiotischen Faktoren:
Hydrologisches Einzugsgebiet, Geländeprofil, Bodeneigenschaften (Mächtigkeit der organischen Schicht), Flora und Fauna (Naturschutzfachliches Gutachten), Eigentumsverhältnisse und Art der Nutzung.
Selbstverständlich muss vor einer Maßnahme die Zustimmung aller Betroffenen (nicht nur der Eigentümer) eingeholt werden. Es können auch außerhalb gelegene landwirtschaftliche Flächen durch Vernässung in ihrem Wert gemindert werden.
Das Ziel der Renaturierung eines Moores ist erreicht, sobald sich die arttypischen Pflanzen, wie zum Beispiel die Torfmoose wieder ansiedeln. Eine völlige Regeneration ist dann eingetreten, wenn die typischen Verhältnisse wieder eingetreten sind. Das beinhaltet das Wachstum und die Vertorfung einer Torfmoosdecke. Bis dahin können Jahrzehnte vergehen.
Bei einer Wiedervernässung besteht häufig eine Problematik hinsichtlich Vorkommen von Arten, die Trockenstandorte degradierter Moore besiedeln. Es gibt nur zwei Möglichkeiten: entweder die Vorkommen erlöschen bei einer Wiedervernässung oder sie werden durch einen Verzicht auf die Wiedervernässung erhalten. Bei einer Wiedervernässung sollten allgemein die Aussichten auf eine Regeneration (Hochmoorwachstum sowie positive Effekte auf hochmoortypische Arten) des Moores berücksichtigt und gegenüber möglichen negativen Effekten abgewägt werden. Allerdings kann eine räumliche Aufteilung versucht werden. Ferner besteht die Möglichkeit Ersatzlebensräume zu schaffen, wie beispielsweise im schwäbischen Donauried, wo Vorkommen gefährdeter Schmetterlinge an ehemalige Brennenstandorte und Kiesabbauflächen grenzen. Andernfalls könnte auf eine Einebnung von Resttorfkörpern verzichtet werden und stattdessen eine Zurückdrängung aufkommender Gehölze erfolgen, wodurch Trockenheiden-Arten eine „Übersiedlung“ ermöglicht würde. Vollständiges Entfernen von Gehölzen kann allerdings negative Folgen für wertgebende Tierarten haben. Zudem sollten naturnahe und totholzreiche Birken- und Koniferen-Moorwälder im Hinblick auf ihre Bedeutung als Refugien zahlreicher Eiszeit- und Urwaldrelikt-Arten berücksichtigt werden, da unter den gegebenen Bedingungen nur wenig Aussicht auf eine Wiederansiedlung besteht.

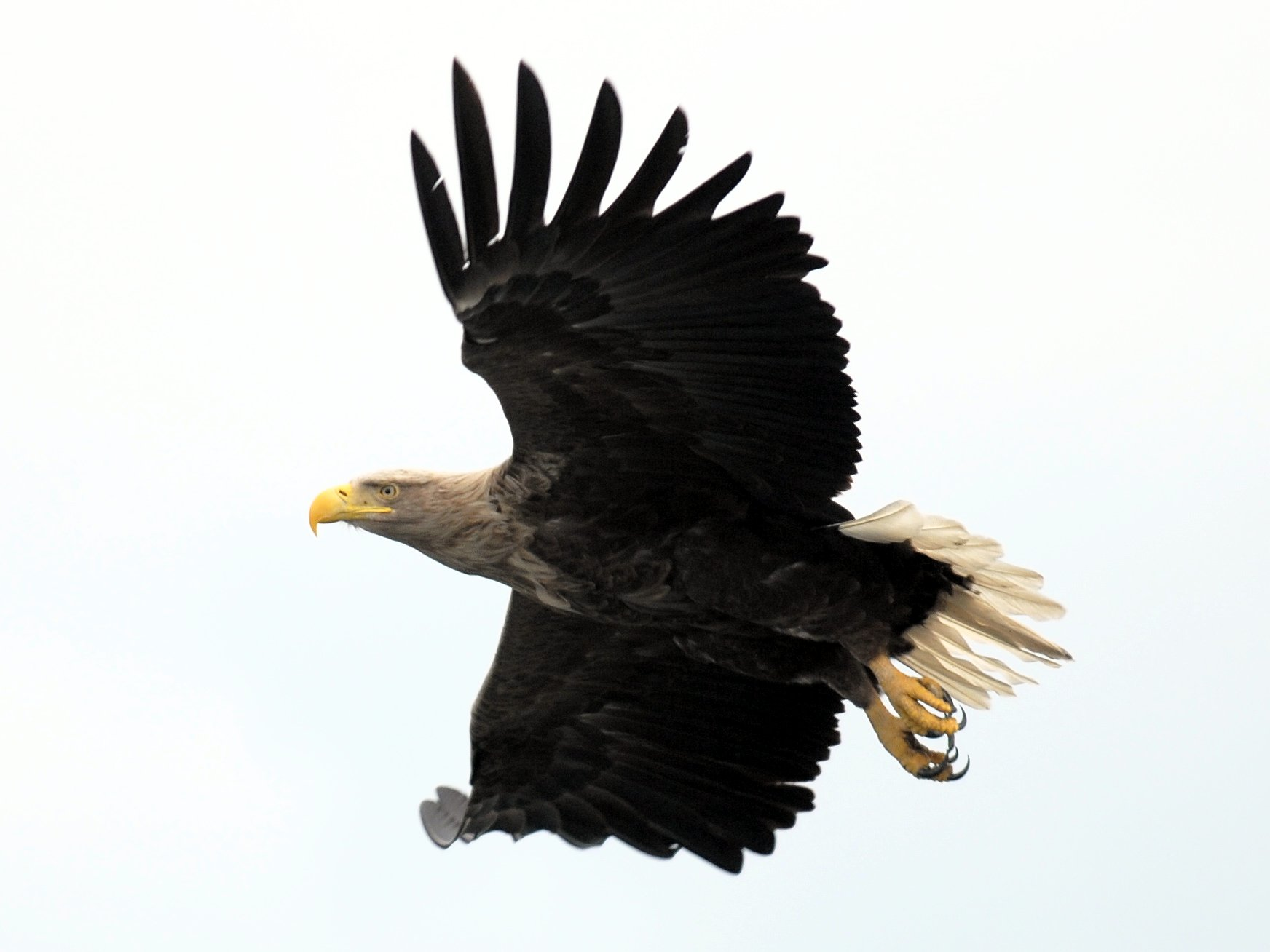
Mecklenburg-Vorpommern: Seeadler im renaturierten Feuchtgebiet

### Renaturierung Niedermoor
Degradierte und intensiv genutzte ehemalige Niedermoore sind oft nicht mit vertretbarem Aufwand zu renaturieren. Auch stehen die wirtschaftlichen Interessen der Nutzer einer Wiedervernässung gegenüber.
Extensiv genutzte Niedermoore bieten oft einen Lebensraum für zahlreiche bedrohte Arten. Vor einer Renaturierung eines Niedermoores muss immer ein Abwägungsprozess durch eine naturschutzfachliche Analyse erfolgen. Der Renaturierung eines Niedermoores steht die durch extensive Nutzung entstandene Arten- und Biotopvielfalt gegenüber.

### Renaturierung Hochmoor
Die Besonderheit der Hochmoore ist deren Nährstoffarmut. Degradierte Hochmoore werden daher nach Nährstoffstufe und Ausmaß der Veränderung (Hemerobie) in die Moortypen A-C eingeteilt. Sie bestimmen das Ausmaß der erforderlichen Eingriffe um das Renaturierungsziel, das ökologische Leitbild zu erreichen. Auch die Renaturierung eines Hochmoores beinhaltet zunächst das Verschließen der Entwässerungsgräben. Da ein Hochmoor jedoch nicht vom Grundwasser versorgt werden darf, muss speziell darauf geachtet werden, dass die Stellen, an denen die wasserundurchlässige Lage durchbrochen wurde, gut verschlossen werden. Der Einfluss von Grundwasser würde den Nährstoffgehalt zu weit ansteigen lassen, weshalb auch eine künstliche Bewässerung ausgeschlossen ist. Ein Zeitraum von 10 Jahren bis zum Erreichen des Renaturierungsziels ist als günstig zu betrachten.

### Beispiele erfolgreicher Renaturierung
Anklamer Stadtbruch: Entwässerte Moore sind in Mecklenburg-Vorpommern für einen höheren Ausstoß von Kohlenstoffdioxid als der Verkehr, die Industrie oder die Beheizung von Gebäuden verantwortlich. Daher wird u. a. das Anklamer Torfmoor, kurz vor dem Mündungsgebiet der Peene, nach Jahrhunderten menschlicher Nutzung bereits seit 1995 wieder vernässt. Sobald die Pflanzengemeinschaften wieder mit ausreichend Feuchtigkeit versorgt werden, endet die Freisetzung von CO2. Die geplante Wiedervernässung des Anklamer Moores wurde 1995 durch Deichbrüche am Stettiner Haff beschleunigt. So konnten Flachwasserseen entstehen, deren Fischbestand sich so gut entwickelt hat, dass neuer Lebensraum für Seeadler, Fischotter und Moorfrösche entstanden ist. Auch wirtschaftlich ist die Rückkehr der moortypischen Tier- und Pflanzengesellschaften ein Gewinn für die Region, die mittlerweile von zahlreichen Naturtouristen profitiert, die das Naturschutzgebiet Anklamer Stadtbruch zum Ziel haben.

## Moortypen
Moore lassen sich nach verschiedenen Merkmalen beschreiben. Üblich ist eine Betrachtung der Frage, woher das Wasser des Moores stammt. Sie führt zu einer hydrogenetischen (gleichbedeutend hydrologischen) Einteilung von Mooren. Die hydrogenetische Betrachtung ist besonders wichtig bei der Sicherung oder Wiederherstellung von defekten Mooren. Die Art der Wasserversorgung eines Moores muss erst vollständig erkannt sein, bevor man Sanierungsmaßnahmen durchführt.
Eine andere Betrachtung ist die Frage, welche Lebensgemeinschaften in einem Moor vorkommen. Sie führt zu einer ökologischen Einteilung von Mooren. Die Ermittlung dieser Merkmale wird für die Naturschutzarbeit benötigt.
Seit Ende des 17. Jahrhunderts wurden Gliederungssysteme für Moore anhand sehr unterschiedlicher Merkmale erarbeitet. Bis heute gibt es keine weltweit anerkannte Klassifizierung. Eine umfassende Darstellung der verschiedenen Gliederungssysteme enthält die Arbeit von Grosse-Brauckmann (1962). Eine Kurzübersicht der Gliederungssysteme geben Overbeck (1975) und Wagner & Wagner (2005).
Hochmoore sind im Verlauf der Moorentwicklung über den Grundwasserstand der Niedermoore hinausgewachsen oder haben sich in niederschlagsreichen Gebieten als wurzelechte Hochmoore direkt auf dem mineralischen Untergrund entwickelt. Sie haben keinen Kontakt mehr zum Grundwasser oder zum Mineralboden und werden nur noch von Regenwasser ernährt („ombrogen“). Durch Torfbildung wachsen Hochmoore in die Höhe, daher der Begriff Hochmoor. Ein Hochmoor wächst durchschnittlich nur 1 mm pro Jahr. Im Gegensatz dazu bilden sich Niedermoore in Senken, Flussniederungen, Mulden, an Hängen bei Quellaustritten oder durch Verlandung von Seeflächen. Sie wachsen meistens nur wenig in die Höhe, werden aber bis an die Mooroberfläche von mehr oder weniger nährstoffreichem Grund-, Quell- oder Sickerwasser durchsetzt („topogen“). Ihre Vegetation ist im Vergleich zum Hochmoor artenreich und besteht hauptsächlich aus Schilfgräsern, Binsen, Sauergräsern und Moosen. Zwischen- oder Übergangsmoore bezeichnen Übergangsstadien von Nieder- zu Hochmooren. Während mit dem Begriff Übergangsmoor mehr die Sukzession vom Nieder- zu Hochmoor betont wird, beschreibt der Begriff Zwischenmoor eher die vegetationsökologische Zwischenstellung. Die Vegetation besteht hier aus typischen Arten beider Moortypen und kann mosaikartig gemischt sein. Die Nieder- und Übergangsmoore werden in Mitteleuropa noch detaillierter nach hydrologischen und ökologischen Kriterien in verschiedene Moortypen eingeteilt. In Mitteleuropa sind Moore seit Jahrzehnten Gegenstand intensiver Forschungen und deshalb bekannter als anderswo.

### Hydrogenetische Moortypen
Aktuell werden Systeme sogenannter „Hydrologischer Moortypen“ entwickelt, die auf dem Torfbildungsprozess oder dem Wasserregime basieren. Die Anfänge dieser Gliederung liegen bei Post & Granlund (1926). Die derzeitigen Gliederungen der „Hydrologischen Moortypen“ basieren auf den ersten Vorschlägen von Succow (1988) und Succow & Joosten (2001).
Die einfachste Form der hydrogenetischen Einteilung ist die Unterscheidung von Niedermooren und Hochmooren. Dabei werden Niedermoore ausschließlich von Grundwasser gespeist, während Hochmoore ausschließlich von Niederschlagswasser gespeist werden. Da Hochmoore aus Niedermooren entstehen können, gibt es Zwischenformen, die dann auch Zwischenmoore oder Übergangsmoore genannt werden.

#### Mineralbodenwasserernährte Moore (Nieder- und Zwischenmoore)

##### Quellmoore

Skizze Niederungsquellmoor

Skizze Hang-Quellmoor

Quellmoore können sich im Bereich einer Quelle bilden, wenn der Boden permanent mit Wasser gesättigt ist und Torf entsteht. Quellwasser ist meist von Natur aus arm an Sauerstoff. Durch Auswaschungen aus den Grundwasserleitern (Sand, Schluff, Ton) sind sie oft schlammig. Je nach Geländeform sind Quellmoore entweder – an flachen Unterhängen – Hangquellmoore – oder in Tälern  – Niederungsquellmoore. Bei hohem Kalkgehalt des Quellwassers, wie es in Gebieten mit anstehendem Kalkstein oder abgelagertem Geschiebemergel anzutreffen ist, können sich Kuppen aus fast reinem Kalk (Quelltuff oder Wiesenkalk) oder – bei hohem Eisengehalt – aus Eisenockerschlamm bilden. Diese Kuppen können bis zu 10 Meter hoch und bis zu 200 Meter breit werden. Torfe bilden sich in diesen Mooren vorwiegend am Rand der Kuppen, wo sich das Quellwasser staut. Sie sind aufgrund des hohen Kalkgehaltes meist hochzersetzt. In Altmoränenlandschaften sind die Böden meistens tief entkalkt. Die Quellmoore in diesen Regionen sind zwar basenreich, aber zugleich kalkfrei. Auch in kristallinen Mittelgebirgsregionen ist das Quellwasser kalkarm oder kalkfrei. Diese Quellmoore erreichen meistens nur geringe Mächtigkeiten.
In Richtung des Wasserabflusses gehen Quellmoore oft in andere hydrologische Moortypen über, zum Beispiel in Durchströmungsmoore.

##### Hangmoore

Skizze Hangmoor

Hangmoore entstehen an flachen Hängen mit stauendem Untergrund, wenn aus oberhalb liegenden Bächen und Rinnsalen beständig mineralstoffreiches Wasser auf der Oberfläche und in den oberen Bodenhorizonten langsam abwärts sickert und der Boden dadurch permanent wassergesättigt bleibt. Weil sich das Wasser vor dem Eindringen in den Torfkörper aufstaut, wachsen Hangmoore am oberen Ende hangaufwärts. Die Torfkörper sind meistens nicht sehr dick, oft weniger als einen Meter, weil bei stärkerem Höhenwachstum die Hangneigung so stark wird, dass natürliche Entwässerung einsetzt.

##### Versumpfungsmoore

Skizze Versumpfungsmoor

Versumpfungsmoore entstehen in flachen Senken bei periodischer Vernässung auf stark verdichteten oder tonigen Böden oder auch auf Sandböden, wenn der Grundwasserspiegel angestiegen ist. Versumpfungsmoore bilden sich vor allem in flachen Landschaften, zum Beispiel in Flussauen außerhalb der Überflutungsgebiete oder in Urstromtälern. Daher sind sie meistens sehr großflächig. Die Mächtigkeit der Torfe ist dagegen meist gering (nur selten mehr als einen Meter dick). Da der Grundwasserstand natürlich schwankt, wird der Torfkörper von Zeit zu Zeit durchlüftet. Daher sind die Torfe in Versumpfungsmooren für gewöhnlich stark zersetzt und damit meist nährstoffreich.

##### Verlandungsmoore

Skizze Verlandungsmoor

Verlandungsmoore entstehen durch Verlandung und Zuwachsen von Stillgewässern (besonders von Seen) durch Ablagerung von Sedimenten als Mudden auf dem Gewässergrund und durch das Hineinwachsen der Ufervegetation in das Gewässer (Schwingrasen). Die sich unterhalb des Schwingrasens bildenden Torfe (Sinktorfe) sinken auf den Gewässergrund ab. Nach erfolgter Verlandung hört das Torfwachstum auf und der Torf wird durch Wasserstandschwankungen in der Regel oberflächlich stark zersetzt. Durch die allmähliche Verlandung finden sich in einem Verlandungsmoor häufig mächtige Muddeschichten. Verlandungsmoore sind in Mitteleuropa vor allem in den während der letzten Eiszeit (Weichsel- bzw. Würmeiszeit) mit Gletschern bedeckten Gebieten (Jungmoränenland) weit verbreitet. Ungefähr 15 % aller Moore in Deutschland sind Verlandungsmoore. Ihr Nährstoffgehalt richtet sich nach dem des verlandenden Sees und kann daher stark schwanken. Auf Grund der Nährstoffeinträge durch den Menschen sind sie heute aber meist eutroph.

##### Überflutungsmoore

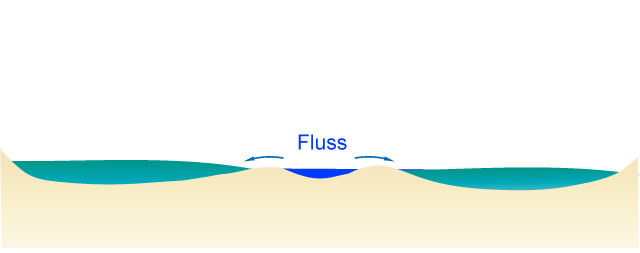
Skizze Überflutungsmoor

Überflutungsmoore unterteilt man in die Kategorien der Küstenüberflutungsmoore (an Meeresküsten) und der Auenüberflutungsmoore (entlang von Flüssen). Durch stark schwankende Wasserstände steht dieser Moortyp periodisch oder episodisch unter Wasser, kann aber auch bei niedrigem Wasserstand trockenfallen. Ausgedehnte Überflutungsmoore entstehen vor allem in sehr gering reliefierten Landschaften. Dort bildet sich großflächig aber geringmächtig ein Torfkörper aus. Typisch für Überflutungsmoore ist die Verzahnung oder Wechsellagerung von Torf mit mineralischem Material (meistens Schluff oder Sand), welches bei Überflutung mit der Wasserströmung eingetragen wird.

##### Durchströmungsmoore
Von Durchströmungsmooren spricht man, wenn der Torfkörper von einem merklichen Grundwasserstrom infiltriert wird, dieses Grundwasser aber im Moorkörper verbleibt und nicht als Quelle zutage tritt. Sie schließen sich oft an Quellmoore an, wo deren Wasser in den Torf einsickert. Auch große Gebiete können sich zu Durchströmungsmooren entwickeln, die einst vorhandenen Fließgewässer laufen dann nicht mehr in einem offenen Flussbett, sondern durchströmen den Moorkörper.

##### Kesselmoore
Kesselmoore sind vor allem in Jungmoränenlandschaften (Eiszerfallslandschaften) oder in Vulkanlandschaften verbreitet und entstehen aus Geländehohlformen ohne natürlichen Abfluss, beispielsweise in Toteislöchern (etwa Söllen) oder in Senken. In ihrer Mitte liegt zuweilen noch ein Restsee. Kesselmoore sind im Allgemeinen kleinflächig (oft unter einem Hektar), haben keinen natürlichen Zu- und Abfluss und meist eine große Torfmächtigkeit.

#### Niederschlagswasserernährte Moore (Hochmoore)

##### Hochmoore
Hochmoore sind Regenmoore, da sie ausschließlich von Niederschlagswasser gespeist werden. Sie unterscheiden sich grundlegend von den aus Mineralbodenwasser ernährten Moortypen. Sie entstehen, wenn bestimmte Pflanzen, meistens Torfmoose, in niederschlagsreichen und kühlen Klimaten auf nährstoffarmen Grundwassermooren so weit in die Höhe wachsen, dass der von ihnen gebildete Torf nicht mehr vom mineralstoffreichen Grundwasser, sondern ausschließlich von Regenwasser (ombrogen) genährt wird. Sie können auf den nährstoffarmen Teilen von Versumpfungs-, Verlandungs- oder Kesselmooren aufwachsen. Der Wasserspiegel in Regenmooren liegt deutlich über dem Grundwasserspiegel der umgebenden Landschaft. Wegen ihrer Aufwölbung fließt auch kein Oberflächenwasser aus der Umgebung mehr zu. Regenmoore sind sekundäre oder tertiäre Moorbildungen. Sie sind sowohl aus hydrologischer, als auch aus ökologischer Sicht von den Nieder- und Zwischenmooren klar abgrenzbar. Das Wasserregime der Regenmoore reguliert sich und erhält sich wegen der speziellen Eigenschaften der die Moore aufbauenden Torfmoose selbst. Intakte Regenmoore nehmen beständig mehr Wasser aus Niederschlägen auf, als sie durch Verdunstung und oberflächlichen Abfluss verlieren. Sie ähneln mit Wasser vollgesogenen Torfmoosschwämmen, die in der Landschaft liegen. Je nach Klima existieren verschiedene Ausformungen von Hochmooren, etwa die atlantischen Hochmoore der Nordseeküsten oder die Schildhochmoore (bzw. Kermimoore) am Nordrand der Hochmoorverbreitung.

##### Kondenswassermoore
Kondenswassermoore sind ein ganz eigentümlicher Moortyp, der bis jetzt nur von wenigen Standorten in den österreichischen Alpen bekannt ist. Das Wasser im Moorkörper stammt hier weder aus dem Mineralboden noch aus Niederschlägen, sondern aus Luftfeuchtigkeit, die unter bestimmten Bedingungen an der Oberfläche von Blockhalden kondensiert. Da kondensierte Luftfeuchtigkeit ähnlich nährstoffarm ist wie Regenwasser, gleichen Kondenswassermoore nach ihrer Vegetation eher Hoch- als Niedermooren. Typischerweise bestehen Kondenswassermoore aus einem Mosaik kleinster, meist kaum quadratmetergroßer Standorte an einem steilen Hang.
Gewisse Unzulänglichkeiten dieses Ansatzes liegen darin, dass im „hydrogenetischen Moortyp“ hydrologische, geländebezogene und stoffhaushaltliche Kriterien vermengt werden:
- Topografisch: Hangmoor, Kesselmoor;
- Mineralstoffregime: Quellmoor, Überflutungsmoor, Regenmoor.

Eine Weiterentwicklung dieser Moortypologie liefern Joosten & Clarke (2002). Sie haben die Moortypen anhand der Parameter Mineralstoffregime (Herkunft des Wassers), Wasserregime (Torfbildungsprozess) und Neigung der Oberfläche systematisiert. Dabei wurde der Typus des Überrieselungsmoors (surface flow) wieder eingebunden. Topografische Sonderformen werden auf unteren Gliederungsebenen berücksichtigt. Die folgende Tabelle basiert auf der Gliederung nach Joosten & Clarke.
|                                                | Wasserregime (Torfbildungsprozess) |                  |                    |                    |
| Mineralstoffregime (Herkunft des Wassers)      | Verlandungsmoor                    | Versumpfungsmoor | Durchströmungsmoor | Überrieselungsmoor |
| Hochmoor (Regenwasser)                         | X                                  | X                | X                  |                    |
| Zwischen-/Übergangsmoor (Regen-u. Grundwasser) | X                                  | X                | X                  |                    |
| Niedermoor (Grundwasser)                       | X                                  | X                | X                  |                    |
| - Quellmoor (Quellwasser)                      | X                                  |                  | X                  | X                  |
| - Überflutungsmoor (Flusswasser)               | X                                  | X                | X                  | X                  |
| - Küsten-Überflutungsmoor (Seewasser)          | X                                  | X                | X                  | X                  |

Es wird deutlich, dass für die Entstehung und Entwicklung (Genese) von Mooren insbesondere die hydrologischen Bedingungen (Wasserhaushalt) entscheidend sind. Aus den lokal unterschiedlichen klimatischen Verhältnissen – besonders
- dem Verhältnis von Niederschlag und Verdunstung,
- der Dauer und Eindringtiefe des Bodenfrostes,
- dem Nährstoffgehalt und pH-Wert des das Moor ernährenden Wassers (Grund- und Oberflächenwasser)
- sowie dem anstehenden Mineralboden

ergeben sich verschiedene entwicklungsgeschichtlich-hydrologische Moortypen. Im Landschaftsbild kommen aber häufig zwei oder mehr Moortypen in Kombination vor.
In Abhängigkeit davon können weiterhin verschiedene ökologische Moortypen unterschieden werden. Sie werden dabei nach dem Verhältnis von Stickstoff zu Kohlenstoff im Torf (N/C-Wert), dem Stickstoffgehalt im Moorwasser sowie nach dem pH-Wert unterschieden. Die verschiedenen ökologischen Ausprägungen der Moore spiegeln sich in vielfältigen Zusammensetzungen der Pflanzen- und Tierwelt wider.

#### Frostgeprägte Moore
In der kaltgemäßigten Zone gehen die Hochmoore nordwärts in verschiedene Moore über, die wesentlich von Frost, Schnee und Eis beeinflusst werden.

##### Aapamoore

Profilschnitt durch ein Aapamoor in Nordkarelien

Aapamoore (engl. „aapa fen“, „string bog“) werden auch als Strangmoore bezeichnet. In der nördlichen Verbreitungsgrenze der Regenmoore in der subpolaren Zone (nördlich des 66. Breitengrades der Nordhalbkugel) können sich ombrotrophe Moorbereiche nur noch inselartig innerhalb von durch Mineralbodenwasser versorgten Mooren ausbilden. In ebener Lage sind diese Inseln unregelmäßig verteilt, in Hanglagen ordnen sie sich zu hangparallelen Wällen an. Die Wälle schließen dabei durch Mineralboden vernässte Moorstreifen ein. Diese werden mit einem finnischen Wort als „Rimpis“ bezeichnet. Das Hauptverbreitungsgebiet der Aapamoore sind die skandinavischen Gebirge, Mittelfinnland und Karelien sowie Nord-Sibirien. In Nordamerika ist es vor allem Alaska, das aufgrund des kalten Kontinentalklimas über Aapamoore verfügt. Bei den dargestellten Mooren spielen Frosteinwirkungen eine bedeutende Rolle. In den Moorsträngen findet man bis in den Sommer hinein Bodeneis.

##### Palsamoore
Palsamoore (engl. „palsa bog“) werden auch als Palsenmoore bezeichnet. Im Grenzbereich des arktischen Dauerfrostbodens (Tundra) können die Stränge der Aapamoore zu meterhohen Torfhügeln aufwachsen. Die sogenannten Palsas liegen häufig wie die Aapamoore inmitten der durch Mineralbodenwasser versorgte Moore. Teilweise sind sie von wassergefüllten grabenförmigen Vertiefungen umgeben. Torfwachstum ist kaum ausgeprägt, diese Moore sind Torflager aus Wärmezeiten und wurden erst mit dem kälter werdenden Klima von im inneren wachsenden Eiskernen aufgewölbt. Diese Eiskerne vergrößern sich von Jahr zu Jahr durch Auftau- und Gefriervorgänge des umgebenden Wassers. Die niedrigen Temperaturen verhindern eine vollständige Zersetzung des organischen Materials.

##### Polygonmoore

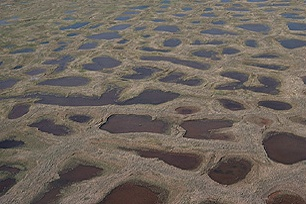
Polygonmoor aus flachen Teichen mit charakteristischer Polygonstruktur

Polygonmoore sind in den arktischen und subarktischen Ebenen Sibiriens und Nordamerikas verbreitet und nehmen hier große Flächen ein. Sie sind an Frostmuster- und Eiskeilböden gebunden. Eine spärliche torfbildende Vegetation kann sich in den inneren wabenartigen Flächen dieser Frostmusterböden (Kryoturbation) halten und wird während der kurzen Sommer mit ausreichender Feuchtigkeit versorgt, da das Schmelzwasser durch die erhöhten Polygonränder am Abfluss gehindert wird. Die Torfdecken erreichen eine Mächtigkeit von 0,3 bis 1 Meter.

### Ökologische Moortypen
Das System der Einschätzung des ökologischen Moortyps folgt seit den 2000er Jahren dem Modell von Succow und Joosten (2001). Die ökologischen Moortypen lassen sich danach aus Informationen zur Vegetation, dem Nährstoffgehalt und dem Säure-Basen-Verhältnis abgrenzen.
Der Nährstoffgehalt kann in drei Stufen eingeteilt werden: nährstoffarm (oligotroph), mäßig nährstoffarm (mesotroph) sowie nährstoffreich (eutroph). Das Säuren-Basen-Verhältnis wird anhand des pH-Wertes angegeben und ebenso wie der Nährstoffgehalt in drei Stufen angegeben. Die sauren Moore besitzen einen pH-Wert unter 4,8, schwach saure Moore einen pH-Wert zwischen 4,8 und 6,4 (subneutral) und die alkalischen Moore einen pH-Wert zwischen 6,4 und 8 (kalkhaltig). Folglich lassen sich mit diesen Angaben fünf ökologische Moortypen bestimmen: Reichmoore (eutroph), Kalk-Zwischenmoore (mesotroph-kalkhaltig), Basen-Zwischenmoore (mesotroph-subneutral), Sauer-Zwischenmoore (mesotroph-sauer) und die Sauer-Armmoore (oligotroph-sauer).
|                         | Ökologische Moortypen           |                                     |                                          |                                         |                     |
| Hydrologische Moortypen | Sauer-Armmoore oligotroph-sauer | Sauer-Zwischenmoore mesotroph-sauer | Basen-Zwischenmoore mesotroph-subneutral | Kalk-Zwischenmoore mesotroph-kalkhaltig | Niedermoore eutroph |
| Quellmoore              | -                               | X                                   | X                                        | X                                       | X                   |
| Hangmoore               | -                               | X                                   | X                                        | X                                       | X                   |
| Versumpfungsmoore       | X                               | X                                   | -                                        | -                                       | X                   |
| Verlandungsmoore        | X                               | X                                   | X                                        | X                                       | X                   |
| Überflutungsmoore       | -                               | -                                   | -                                        | -                                       | X                   |
| Durchströmungsmoore     | -                               | X                                   | X                                        | X                                       | -                   |
| Kesselmoore             | X                               | X                                   | X                                        | -                                       | -                   |
| Hochmoore               | X                               | -                                   | -                                        | -                                       | -                   |

Die Angaben zur Vegetation der im folgenden beschriebenen ökologischen Moortypen beziehen sich ausschließlich auf die Moore der Nordhalbkugel sowie bei einigen genannten Arten auf Eurasien:

#### Hochmoore

Bunte Torfmoos-Gesellschaft in einem Hochmoor

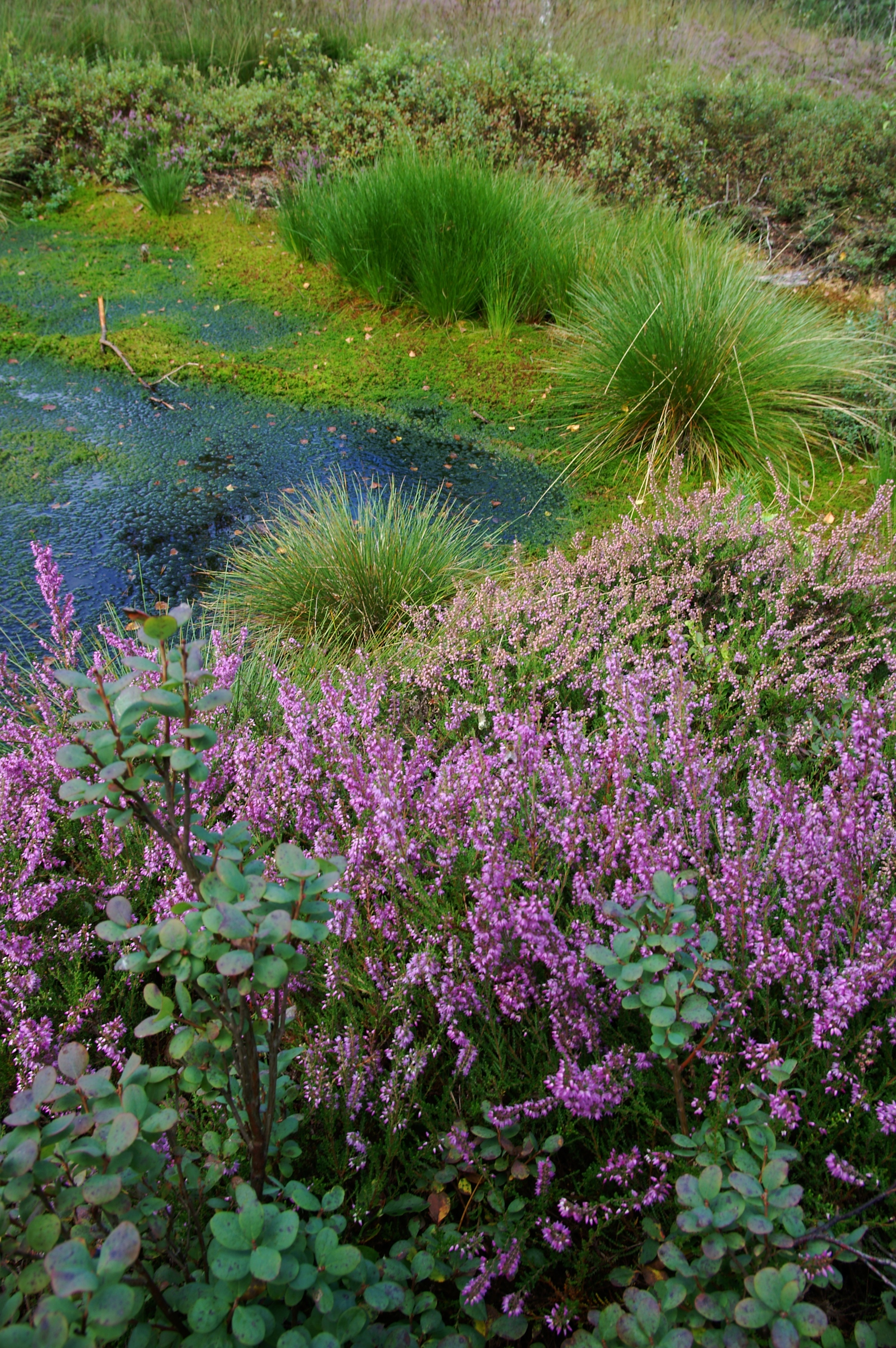
Pflanzengesellschaft

Der Begriff Hochmoor beschreibt nicht nur den hydrologischen Zustand, sondern gleichzeitig den ökologischen. Hochmoore sind ausschließlich regenwasserernährt (ombrotroph) und damit sauer und sehr nährstoffarm (oligotroph). Sie verfügen über nur geringe Gehalte an Stickstoff und anderen Nährstoffen und zeichnen sich durch hohe Kohlenstoffgehalte im Torf aus. Die pH-Werte liegen zwischen 3 und 4,8. Die typische Pflanzenwelt besteht aus fast geschlossenen Torfmoosrasen (Klasse: Oxycocco-Sphagnetea). Diese nährstoffarmen Standorte findet man großflächig in allen Regenmooren, kleinflächig in Kesselmoorzentren und sehr kleinflächig auch in den Übergangsbereichen mineralbodenwasserernährter Regenmoore. Hochmoore entwickeln sich häufig auf Niedermooren, aber auch ohne vorherige Niedermoorbildung direkt auf mineralischem Untergrund (wurzelechte Hochmoore). Regenmoore lassen sich auch hinsichtlich der ökologischen Bedingungen relativ klar von allen anderen Moortypen abgrenzen. Die extreme Nährstoffarmut, der niedrige pH-Wert und die permanente Wassersättigung der Hochmoorlebensräume bedingen eine hochspezialisierte einzigartige Flora und Fauna mit einer Vielzahl gefährdeter Arten.

#### Zwischenmoore/Übergangsmoore
Zwischen- bzw. Übergangsmoore sind durch Kleinseggenriede der Klasse Scheuchzerio-Caricetea nigrae gekennzeichnet. Neben etlichen Seggen- und Binsenarten kommen in allen Zwischen- und Übergangsmooren weitere der sogenannten Mineralbodenwasserzeiger vor wie der Fieberklee (Menyanthes trifoliata), das Sumpf-Blutauge (Potentilla palustris), die Drachenwurz (Calla palustris), das Schmalblättrige Wollgras (Eriophorum angustifolium), das Hunds-Straußgras (Agrostis canina), das Sumpfveilchen (Viola palustris) und der Gemeine Wassernabel (Hydrocotyle vulgaris). Torfmoose spielen besonders in den sauren Zwischenmooren eine Rolle, wogegen die nährstoffreicheren Ausprägungen durch das Vorkommen sogenannter Braunmoose gekennzeichnet sind.
Zur Flora der Zwischenmoore siehe Hauptartikel Kleinseggenried.

##### Sauer-Zwischenmoore
Saure, mäßig nährstoffreiche (mesotrophe) Moore stehen den Armmooren sehr nahe, werden aber von saurem Mineralbodenwasser gespeist und besitzen eine etwas bessere Stickstoffversorgung. Wie die Armmoore umfassen sie ebenfalls nur pH-Werte bis 4,8. Die Pflanzendecke besteht aus torfmoosreichen Kleinseggenrieden. Diese Moore findet man in den nährstoff- und kalkarmen Gebieten der Jungmoränenlandschaften besonders in Durchströmung und Kesselmooren, in Dünengebieten und in den Kristallinbereichen der Mittelgebirge, dort vor allem in Hangmooren. Aufgrund des höheren Elektrolytgehalts des Bodenwassers sind im Gegensatz zum Hochmoor deutlich mehr Seggenarten anzutreffen.

##### Basen-Zwischenmoore
Subneutrale, mäßig nährstoffreiche Moore besitzen pH-Werte von 4,8–6,4. Sie sind kalkfrei. Die Vegetation der Basen-Zwischenmoore setzt sich aus braunmoosreichen Kleinseggenrieden, in welchen teilweise noch Torfmoose wachsen, zusammen. Dieser ökologische Moortyp ist vor allem im Jungmoränengebiet des östlichen Mitteleuropas zu finden und ist heute durch die allgemeine Nährstoffbelastung besonders gefährdet. Sie können in Verlandungsmooren, Hangmooren, Quellmooren und Kesselmooren auftreten. Ihr Hauptvorkommen haben sie aber in Durchströmungsmooren.

##### Kalk-Zwischenmoore
Kalkhaltige bis kalkreiche Moorstandorte mit pH-Werten von 6,4–8,5 sind zwar als mineralstoffreich zu bezeichnen, können aber sowohl nährstoffreich als auch nährstoffarm sein. Die Pflanzenwelt besteht aus braunmoosreichen Kleinseggenrieden oder Schneidenriede. Diese Moore treten in Mitteleuropa heute ebenfalls relativ selten auf und sind durch Nährstoffanreicherung oft in den sehr nährstoffreichen Typ des Reichmoores übergegangen. Die Verbreitungsgebiete sind kalkreiche Jungmoränenlandschaften des Alpen- und Tatravorlandes, Muschelkalkgebiete des Hügellandes, verschiedene Mittel- und Hochgebirge mit Kalkgestein. Meistens handelt es sich um Quellmoore, Verlandungs- oder Durchströmungsmoore. Kalkseggenmoore gelten als sehr wertvolle Moortypen, die meistens nur kleinflächig ausgebildet sind und zahlreiche Reliktarten beinhalten.

#### Niedermoore/Flachmoore

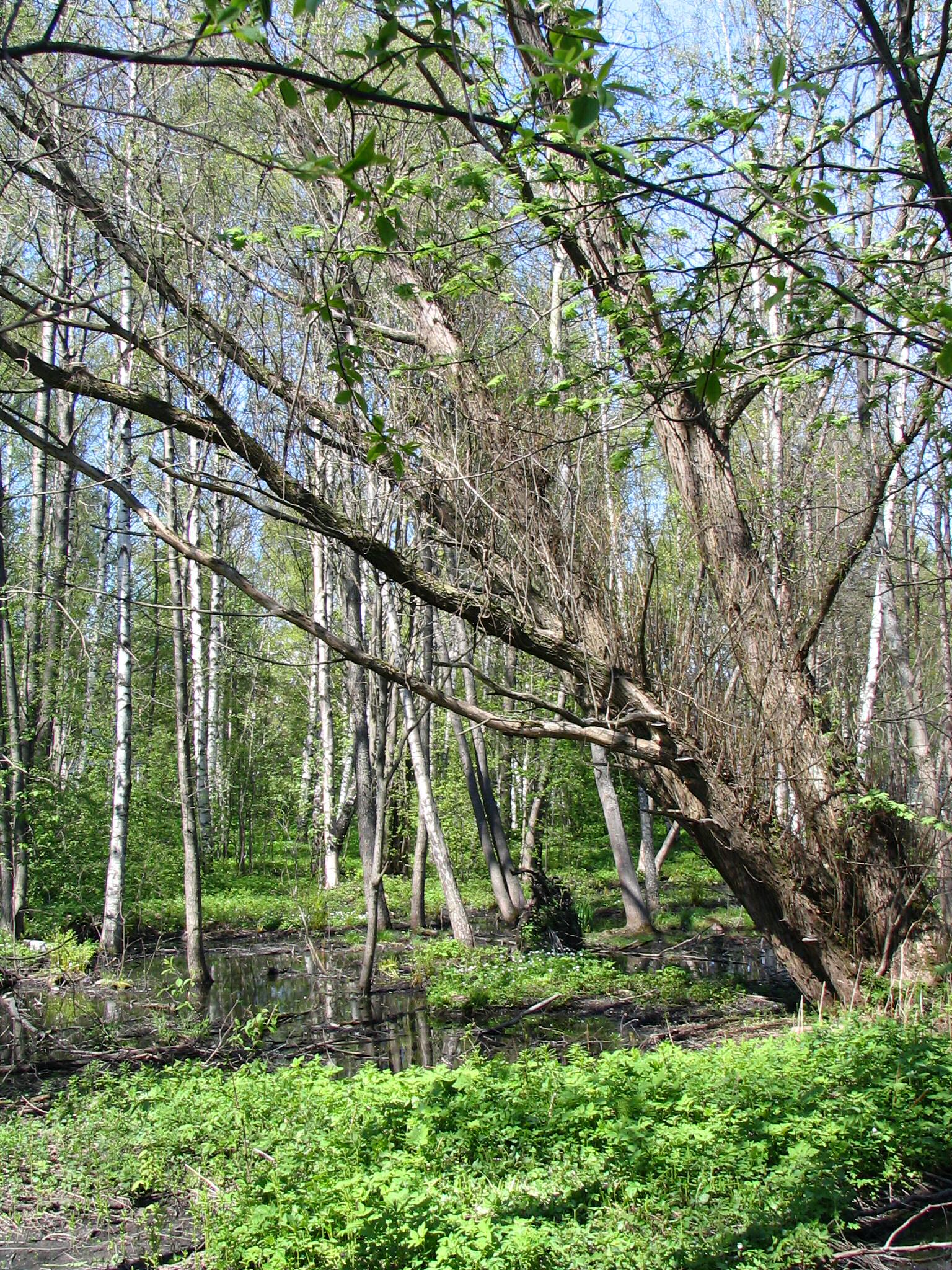
Erlenbruchwald

Nieder- oder Flachmoore werden im Gegensatz zu Hochmooren durch Grundwasser oder seitlich zufließendes Wasser gespeist und sind daher minerotroph. Sie können sowohl nährstoffreich als auch nährstoffarm sein. Nährstoffreiche Niedermoore, auch als Reichmoore bezeichnet, entstehen meist durch zeitweilige Überstauung mit Fremdwasser und phasenweise Austrocknung in kühlgemäßigten bis warmen Klimaten. Ihr Wachstum wird hauptsächlich durch das hohe Stickstoffangebot bestimmt, während die pH-Werte variabel sind und zwischen 3,2 und 7,5 liegen können. Sie umfassen vor allem Versumpfungs-, Quell- und Überflutungsmoore der Flussniederungen (Auenüberflutungsmoore) sowie der Küstengebiete. Die Vegetation ist meist hochwüchsig und dicht, wodurch lichtliebende Moose weitgehend verdrängt werden. Typische Vegetationseinheiten sind Erlenbruchwälder, Röhrichte und Großseggenriede.
Nährstoffarme Niedermoore, wie etwa die nordischen Aapamoore, sind hingegen durch eine geringere Mineralstoffzufuhr geprägt und werden oft von Sphagnum-Moosen dominiert. Sie entwickeln sich unter dauerhaft nassen Bedingungen und können Übergangsformen zu Hochmooren bilden.

#### Tropische Waldmoore (Nieder- und Hochmoore)

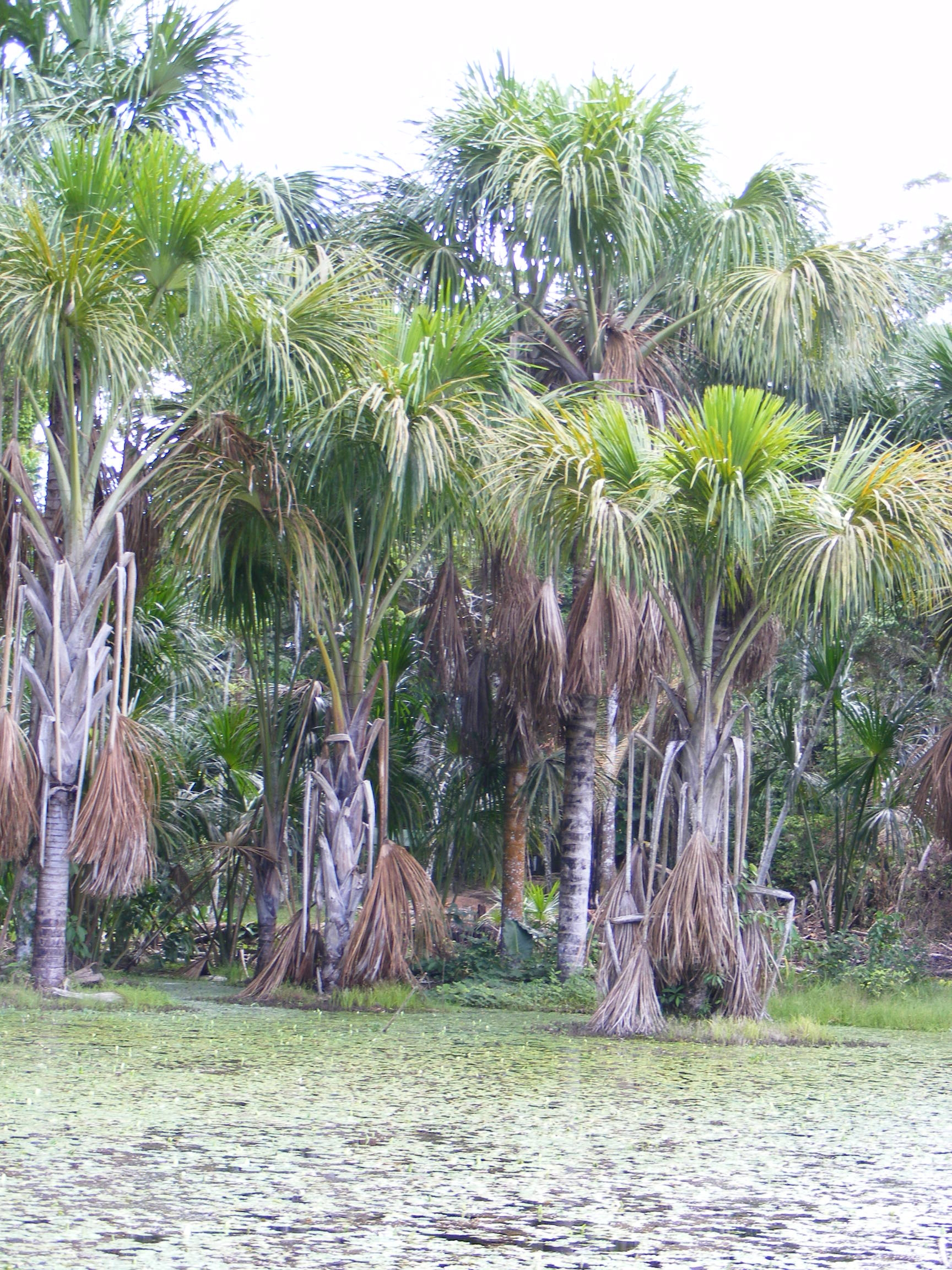
Palmen sind in vielen tropischen Mooren typisch (Amazonasgebiet)

In den immerfeuchten Tropen, meist küstennah an Mangrovenwäldern oder in abflussarmen Niederungs-Senken, entstehen Waldmoore, die europäischen Hochmooren ähneln – sie sind aufgewölbt und besitzen einen regenwassergespeisten Wasserspiegel. Ihre Entstehung beruht auf ständiger Nässe sowie nährstoff- und zersetzungsarmen Böden, wodurch selbst bei feuchttropischem Klima ein rascher Abbau organischer Substanz verhindert wird. So finden wir auch in vielen Tropischen Regenwäldern der Erde sowohl Nieder- als auch Hochmoore.
Palmenmoore mit Raphia taedigera, der einzigen in Amerika vorkommenden Raphia-Art, finden sich in Mittelamerika; Drachenblutbaum-Moorwälder erstrecken sich in der Karibik und im nördlichen Südamerika. Auch in den südlichen USA (bereits subtropisch, mit Sumpfzypressen), im Kongobecken (mit Senegalesischer Dattelpalme), in Moorwäldern Ugandas und Ruandas (Myrtengewächse, Kamiranzowu- und Akagera-Sümpfe) sowie in Madagaskar (mit dem bis zu 15 m hohen „Baum der Reisenden“) kommen Waldmoore vor.
Die am besten untersuchten und größten tropischen Moorwälder liegen in Indonesien, Malaysia und Papua-Neuguinea. Vor der großflächiger Zerstörung umfassten sie ca. 270.000 km² (62 % aller tropischen Moore) und bildeten sich vor etwa 4.300 Jahren aus Lagunen hinter Mangrovengürteln bei einem durchschnittlichen Torfzuwachs von 2,5 mm pro Jahr. Diese regengespeisten Hochmoore erreichen Durchmesser von bis zu 50 km, mit einem bis zu 20 m dicken, stark sauren Torfkörper mit hohem Anteil an Holzresten (pH 2,9–4). Die Vegetation zeigt einen gürtelförmigen Aufbau: Minerotrophe Randbereiche tragen Mischwälder bis zu 45 m Höhe, dahinter folgt ein Gürtel reiner Shorea-Bestände bis zu 60 m Höhe. Die Hochmoorweite besteht aus austrocknungstoleranten (skleromorphen) Gehölzen, insektenfressenden Pflanzen (Nepenthes), Sauergräsern und Sphagnum-Moosen in Gewässernähe. Dichte oberflächennahe Wurzelsysteme sorgen trotz weichem Torfboden für gute Begehbarkeit, während schwer zersetzbare Blätter der Flügelfruchtbäume die Torfbildung zusätzlich fördern. Die Moorwälder sind dauernass. Häufig sieht man an den Bäumen Atemwurzeln (Pneumatophoren) und Brettwurzeln.

#### Hartpolstermoore

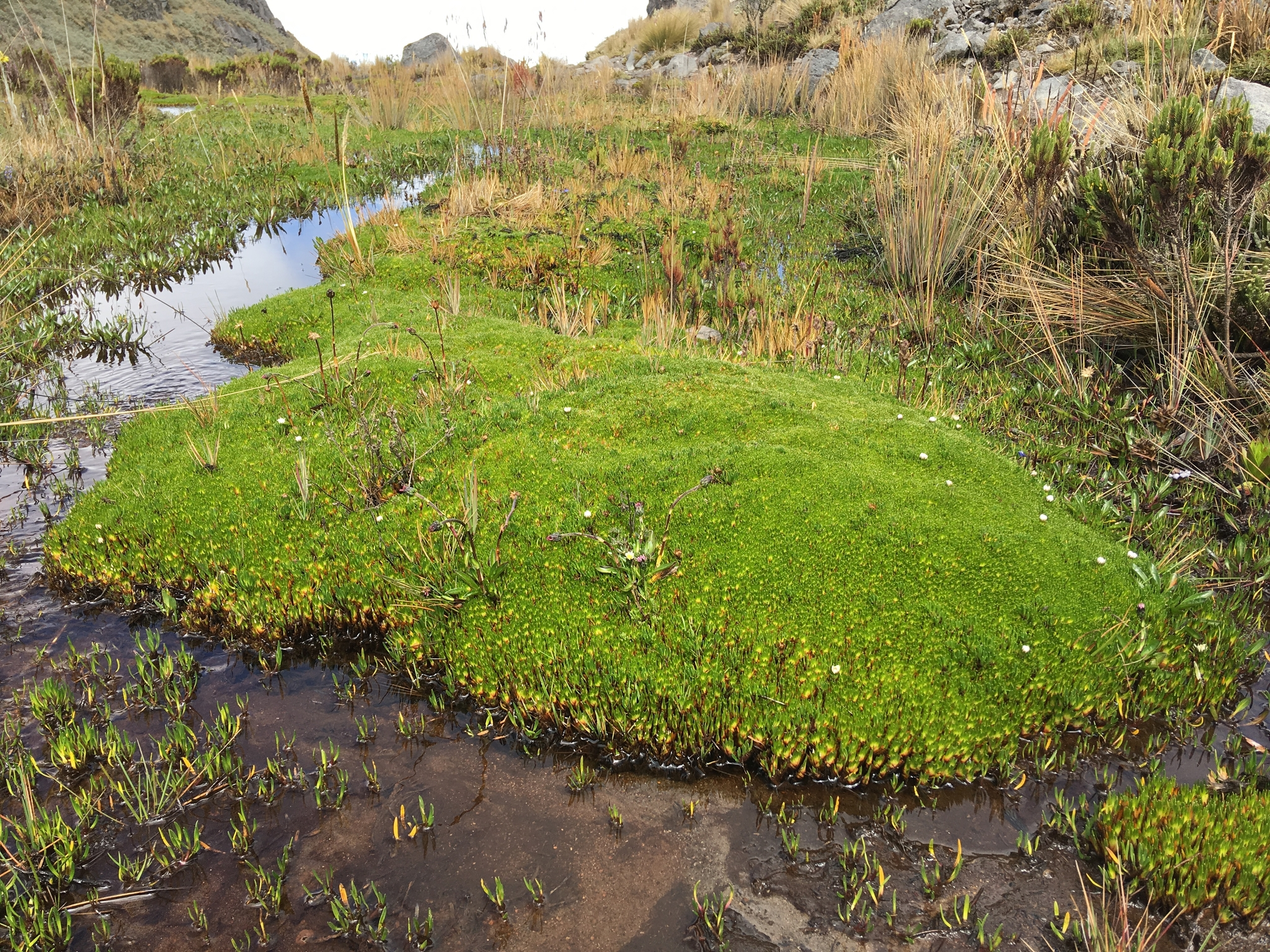
Quellmoor in den Anden mit der Hartpolsterpflanze Distichia muscoides

In stark windigen Lagen der gemäßigten Zone der Südhalbkugel, die eine relativ gleichmäßige Niederschlagsverteilung über das Jahr und hohe Regenmengen in Staulagen vor Gebirgen aufweisen – demnach der Westen Patagoniens und Tasmaniens – hat sich ein Moortyp entwickelt, der vor allem aus harten Polsterpflanzen besteht und kaum Moose aufweist. Diese so genannten Hartpolstermoore finden sich auch in den Anden bis nach Peru oberhalb der Baumgrenze und in tropischen Gebirgen Afrikas (z. B. Östliches Rift-Valley) und Ozeaniens (etwa im Hochland von Neuguinea).

#### Charakterisierung der ökologischen Moortypen durch die Vegetation

Ökologische Moortypen und ihre Charakterisierung durch die Vegetation

Viele Pflanzenarten können nur bei bestimmten Standortbedingungen überleben. Das hat zur Folge, dass diese auf bestimmte Moore begrenzt sind. Die ökologischen Moortypen lassen sich deshalb sehr gut anhand ihrer Vegetationszusammensetzung charakterisieren. Besonders geeignet sind dazu die Moose, denn sie stehen in direktem Kontakt mit dem oberflächlich anstehenden Moorwasser, ob Regen- oder Grundwasser. Höhere Pflanzen der nährstoffarmen, sauren und rein Regenwasser-genährten Hochmoore sind an diesen Lebensraum angepasst. Da nährstoffbedürftigere Pflanzen hier nicht wachsen können, sind sie konkurrenzlos. In von nährstoffreichem Grundwasser ernährten Niedermooren haben diese Pflanzen dagegen keine Überlebenschance. In Übergangsbereichen, dort wo das Moor zugleich von Regenwasser und Grundwasser beeinflusst wird, siedeln sich sogenannte Mineralbodenwasserzeiger an. Dabei ist nicht ausschließlich deren ökologisches Verhalten ausschlaggebend, sondern vielmehr die Konkurrenzsituation in den beiden gegensätzlichen Moortypen. Der Grenzbereich zwischen ausgesprochenen Hochmooren und den Niedermooren wird damit durch diese Pflanzenarten angezeigt. Diesen Übergangsbereich bezeichnet man daher als Zwischen- oder Übergangsmoor. Die Entwicklung von Zwischen- oder Übergangsmooren liegt damit nicht nur räumlich, sondern auch zeitlich zwischen der Nieder- und Hochmoorbildung, da Hochmoore meistens ihre Entwicklung auf Niedermoorstadien beginnen.

## Torf

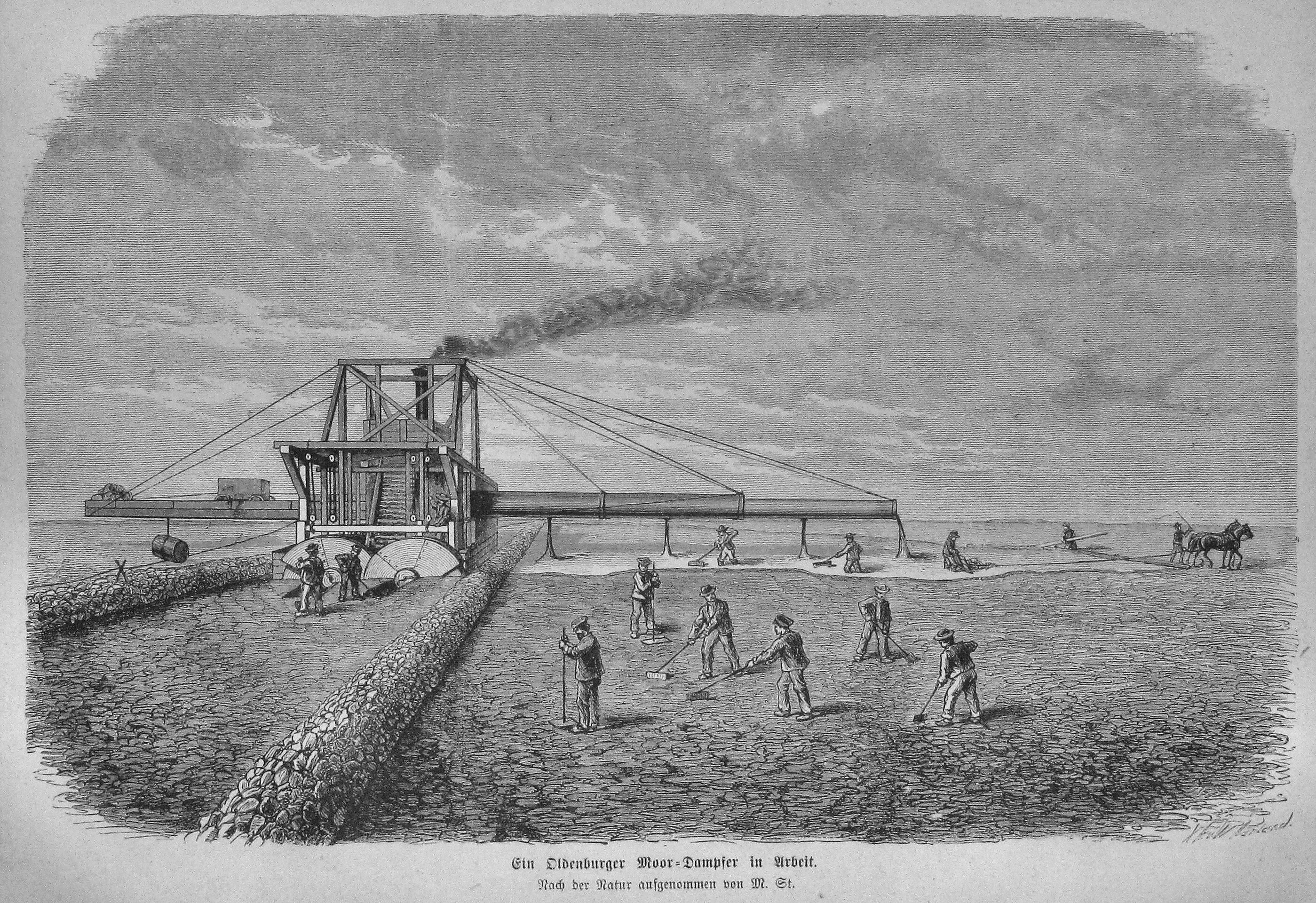
Oldenburger Moor-Dampfer beim Bau des Küstenkanals bei Kampe; aus Die Gartenlaube 1873

Torf wurde anfangs lediglich als Brennmaterial verwendet. Die daraus entstandene Asche wurde außerdem in der Landwirtschaft als Dünger auf die Äcker verteilt. Üblich war es auch, getrockneten Torf als Baustoff zum Errichten von Häusern zu verwenden. In der Zeit um 1880 wurde Torf auch zur Feuerung in der Eisen- und Stahlindustrie verwendet sowie als Streu in Ställen oder als Bindemittel. Heute wird er in der Regel nur noch im Gartenbau zur Bodenverbesserung verwendet, um den Boden zu belüften und eine größere Wasserkapazität zu ermöglichen. Da Torf aber den pH-Wert senkt und so mehr für Pflanzen geeignet ist, die ein saures Milieu bevorzugen, ist die Wirkung für Pflanzen im Garten eher umstritten.
Als nasse Landschaftselemente sind Moore für die Landwirtschaft als schwierige Standorte anzusehen. Dennoch wurde von jeher versucht, diese Standorte zu nutzen, indem sie zum Teil unter schweren Bedingungen entwässert wurden.
Als eine der ältesten Moornutzungen kann die Trockenlegung des Forum Romanum durch die Cloaca Maxima angesehen werden – hier befand sich vordem ein Sumpf, in dem Tote bestattet wurden.
Die ersten systematischen Moorkultivierungen wurden bereits von Zisterziensermönchen im frühen Mittelalter durchgeführt, fanden aber schon im Spätmittelalter und infolge der Auswirkungen des Dreißigjährigen Krieges wieder ein Ende. Mit der allmählichen Wirtschaftsentwicklung Ende des 17. Jahrhunderts und verstärkt im 18. Jahrhundert setzte wieder eine landwirtschaftliche Tätigkeit ein, wobei auch weitreichende Niedermoorgebiete genutzt wurden. Die Kultivierung der Niedermoore geschah häufig unter staatlicher Förderung mit umfangreichen und großangelegten Hydromeliorationen.
Seit dem 19. Jahrhundert wird der gewonnene Torf auch zu Heilzwecken genutzt, beispielsweise als Moorbad.

## Geschichte der Moornutzung
Die sporadische Nutzung von Moorgebieten in der Frühzeit als Jagdgebiet, Versteck in Kriegszeiten, Begräbnisplatz und Ort für Menschenopfer ist ein Glücksfall für die Wissenschaft (Moorarchäologie), da Moorleichen und Artefakte häufig sehr gut erhalten sind. Vorgeschichtliche Bohlenwege legen Zeugnis von der frühen Nutzung ab.
Bis ins Mittelalter wurden Moorgebiete meist nur in den Randgebieten (Allmende) landwirtschaftlich genutzt. Erst ab der Mitte des 18. Jahrhunderts begann der Trend zur Kolonisierung der bisher ungenutzten und damals als nutzlos angesehenen Moorflächen, hauptsächlich um dem Staat durch die sogenannte Peuplierung weitere Einnahmen und die Unabhängigkeit von anderen Staaten zu bringen (→ Friderizianische Kolonisation).
Die Sorge, eine übermäßige Nutzung könne die Moore zerstören, kam bereits früh auf; 1901 schrieb Carl Albert Weber dazu: „Es lässt sich leider nicht in Abrede stellen, dass Forscher, welche sich mit den zahlreichen Fragen beschäftigen, die besonders die Hochmoore stellen, sich schon jetzt in dem nordwestdeutschen Tieflande, einem der moorreichsten Länder der Erde, vergeblich um deren Lösung bemühen. In wenigen Jahren wird dies überhaupt auf deutschem Boden nicht mehr möglich sein bei der Hast, mit der man bemüht ist, die letzte Spur der Natur auf diesen interessanten Bildungen der Nützlichkeit zu opfern!“

## Regionale Bezeichnungen für Moore
Im deutschsprachigen Raum existieren für Moore zahlreiche Regionalbezeichnungen bzw. Synonyme. So werden im allgemeinen Sprachgebrauch die Bezeichnungen Moor und Sumpf meistens synonym verwendet. In Norddeutschland sind die Bezeichnungen Bruch, Brook und Luch, für Niedermoore auch Fenn verbreitet; in Süddeutschland, ähnlich in der Deutschschweiz, Ried, Moos (zum Beispiel Donaumoos) und Filz (zum Beispiel Kendlmühlfilzn). Dabei bezeichnet Moos meist ein Niedermoor, Filz ein Hochmoor. Rülle ist die Bezeichnung für den natürlichen Abfluss eines Hochmoores innerhalb des Moorkörpers. Im alemannischen Sprachraum gibt es auch die Bezeichnung Möser.

## Feuchtbodenarchäologie
Als Feuchtbodenarchäologie wird die archäologische Erkundung und Forschung unter der Oberfläche von Mooren bezeichnet.

## Darstellung des Moores in der Kunst
Literatur:

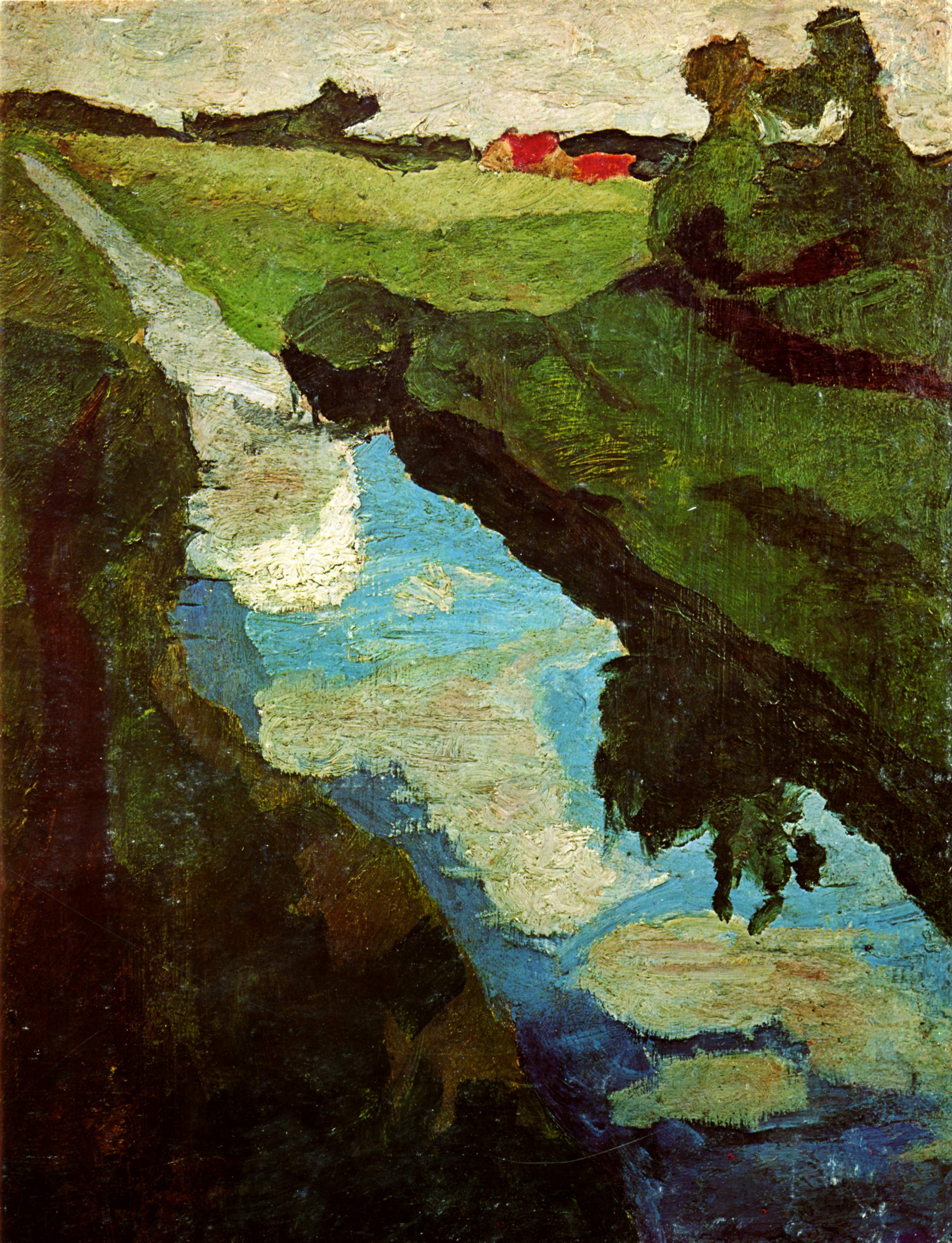
Paula Modersohn-Becker: Moorgraben, 1900 bis 1902

- Eines der bekanntesten Gedichte zum Thema Moor stammt von Annette von Droste-Hülshoff (Der Knabe im Moor).[95]
- Weitere Moor-Gedichte sind u. a. von Max Dauthendey (Purpurschwarz klafft ein Moor)[96]
- Klaus Groth (Dat Moor),
- Hermann Löns (Alle Birken grünen in Moor und Heid)[97]
- Christian Morgenstern (Am Moor).[98]

Musik:
- Die Moorsoldaten (Lied von Häftlingen des KZ Bögermoor)

Malerei:
In Worpswede, einem kleinen Ort im Teufelsmoor bei Bremen hatten sich um 1900 einige Maler in einer Künstlerkolonie zusammengefunden, die in bewusster Abkehr von der akademischen Malerei den Kontakt zur Natur suchten und sich von ihr zu einer bis dahin nicht gekannten, neuen Ästhetik inspirieren ließen. Ihr Vorbild waren die französischen Impressionisten. Die Maler schufen eine Reihe von Gemälden, welche die damals bereits stark anthropogen überformte Moorlandschaft Nordwestdeutschlands zeigen. Die wichtigsten Vertreter dieser ersten Generation Worpsweder Künstler sind: Heinrich Vogeler, Otto Modersohn, Paula Modersohn-Becker, Hans am Ende, Fritz Mackensen und Fritz Overbeck. Das Gemälde von Fritz Overbeck „Im Moor“ (um 1900) zeigt verschiedene Abbaustadien eines Hochmoores. Fritz Mackensens „Einsame Fahrt“ oder Hans Endes „Weites Land“ zeigen Torfkähne und verheidete Moorflächen. Ein eindrucksvolles Landschaftserlebnis zeigt das Gemälde von Otto Modersohn „Herbst im Moor“ (1895).

## Filmdokumentationen
- 2015, Jan Haft: Magie der Moore. Dokumentation, Sprecher: Axel Milberg[103]